# 機動戦士ガンダム00
『機動戦士ガンダム00』（きどうせんしガンダムダブルオー）は、日本のテレビアニメ、およびそれを原作としたメディアミックス作品群。ハイビジョン制作。作品タイトルの「ダブルオー」の正式表記は「00（数字のゼロ2つ）」で「OO（アルファベットのオー2つ）」は誤りである。
キャッチコピーは「ガンダムによる全戦争行為への武力介入を開始する」（ファーストシーズン）、「その再生を破壊する－」（セカンドシーズン）。
人型の戦闘用ロボット「モビルスーツ」が活躍する戦争を舞台にしたガンダムシリーズ作品の1つで、SDガンダム関連作品を除けば、地上アナログ放送対応作品としてはシリーズ最後である。なお、当時の地上波は既にデジタル放送が主流となっており、この作品も当然地上デジタル放送対応であるため、双方の環境で視聴可能であった。

## 概要
本作は西暦の延長線上とした架空の紀年法が使われていた過去の作品と異なり、西暦2307年（ファーストシーズン開始時点。放映当初から丁度300年後）の地球を舞台に、武力での戦争根絶を目的とした私設武装組織「ソレスタルビーイング」を主軸に据えた物語となっている。
ガンダムシリーズ通算12作目に当たり、テレビ放映では初めて前期（ファーストシーズン、25話分）と後期（セカンドシーズン、25話分）からなる分割放送を行った。これによって、シリーズとしては同一作品の中で複数の時代にわたる物語が初めて描かれたこととなり、物語にも明確な区切りを設けての放送となった。
ファーストシーズンは2007年10月6日から2008年3月29日までMBS・TBS系列「土6」（一部地域遅れネット）にて、セカンドシーズンは2008年10月5日から2009年3月29日まで「土6」枠の後継枠であるMBS・TBS系列「日5」（全国地域同時ネット）にて、それぞれ放送された。
ファーストシーズンは前々番組『天保異聞 妖奇士』の後番組として放送する予定だったが、諸事情により2クールで終了したため繋ぎ番組として『地球へ…』を放送した上でスタートした。
なお、ガンダムシリーズのテレビ作品では初のハイビジョン制作である。
さらに2010年9月には、シリーズ完結編として映画『劇場版 機動戦士ガンダム00 -A wakening of the Trailblazer-』が公開された。
2017年3月には、放送開始10周年を記念して公式サイトがリニューアル。ガンプラ「PG 1/60 トランザムライザー」の予約解禁、監督・キャストのコメントなどが公開された。
2018年4月14日に幕張イベントホールにて行われた「ガンダム00 Festival 10 “Re:vision”」にて新作制作が発表された。舞台化も決定し、2019年2月に上演された。

## 製作エピソード
監督である水島精二はインタビューに際し、企画初期には宇宙生物と戦う案を提出したものの、打ち合わせを重ねるごとに戦争を扱った題材となり、もう一つの初期案であった「戦争の無くならない、地球が一つになれない」ストーリーに変遷したという。また、キャラクターデザインに高河ゆんを起用した点については若年層の視聴や戦争を題材にする故のハードな描写ではリアルな絵では痛いものになる可能性があった点と、複数の人間に高河ゆんを推薦されたことから、他のイラストレーター等とのオーディション形式で決定した説明している。また、水島は別のインタビューにおいて西暦を舞台にするうえでこれから実現するであろう科学技術のトピックを取り込む流れがあったため、世界観設定を作る際に一緒に映像を考えられる人物として科学雑誌やハードSF、最新のトピックに造詣が深い寺岡賢司を起用し、文芸面でのまとめ役として千葉智宏が参加したと語っている。また、放送時から300年後の未来という舞台設定においては、軍事考証の岡部いさくから「300年後なら何が起こっているか分からないから大丈夫ですよ」という意見のもと決定したとしている。演出面においては、MSを描く際にミリタリー、スーパーロボットどちらに寄せるかで大分変ってくるため、『機動戦士ガンダムSEED』はスーパーロボット的なニュアンスだった、それに際し著名なアニメーターと会話した際に(当時の)「今の若い子はああいうアクションが好きだよね」という話題が上がった事から、これがヒントとなりミリタリー的な三大陣営とスーパーロボット的なガンダムの対決という構図になったとしている。
脚本を担当した黒田洋介は書籍のQ&Aにおいて、本作にてガンダムを従来の5機編成ではなく4機編成にした点について、過去のガンダム作品を鑑みて5機では目立たない機体が出るため、4機とした旨を語っている。また、黒田は別のインタビューにおいて当初は50話分のショートプロットを提出したものの、2シーズン制となったとしている(シナリオの基本はそれほど変わらないとしている)。このために、当初のプロットでは30～32話前後から4年が経過しダブルオーガンダムが登場する予定が改められ、元々の31話分をファーストシーズンに変更、それだとセカンドシーズンの要素が足りないため、ライルとアニューのエピソードが追加されたと語っている。また、『2nd』ラストの表記がSF小説作品「幼年期の終わり」を意識したものであり、イノベイター登場後のシナリオが人類を大局から見るSF色が濃いとするインタビュアーの問いに対し、黒田は監督である水島からの言及として、SF小説である「ファウンデーション」のにおいもする、自身もジェイムズ・P・ホーガンが好きであるために起きている事象を大局的に見る所はあるかもしれないとしつつも、『00』では俯瞰で大局を描くよりも、その中で一瞬を生きる人間を切り取って書いたと語っている。

## 物語
西暦2307年、人類は枯渇した化石燃料に代わるエネルギー源として宇宙太陽光発電システムと軌道エレベーターを実用化していたが、莫大な建造費が必要なこれらのシステムを所有しその恩恵が得られるのは「ユニオン」、「AEU」、「人類革新連盟」の世界三大国家群のみだった。それらの超大国間には全面的な対決こそないものの熾烈な軍備開発競争による冷戦状態が継続し、また、いずれの国家群にも属さなかった小国は貧困にあえぎ、紛争や内戦を繰り返していた。

### ファーストシーズン
西暦2307年、新型モビルスーツ（以下“MS”）の公開軍事演習を行っていたAEUは、突如所属不明のMS2機の襲撃を受ける。額に“GUNDAM”と刻印されたそれらの機体は、圧倒的な機動性と攻撃力でAEUのMSを破壊していった。同じころ、人類革新連盟の宇宙ステーションを襲撃したテロリストを、同様の刻印が施された別の2機が迎撃し、多数の市民の命が救われた。
この騒動にメディアが沸き立つ中、世界に向けて1つの声明が発表される。4機のMS「ガンダム」を所有する私設武装組織「ソレスタルビーイング（以下“CB”）」は、戦争・内乱など世界中のあらゆる武力紛争に同じ武力をもって介入し、戦争根絶を目指す集団であるという。それは「平和のための武力行使」という矛盾を抱える行為であった。
莫大なエネルギーを生み出す「太陽炉」こと「GNドライヴ」を搭載した4機のガンダムを操るのは、刹那、ロックオン、アレルヤ、ティエリアら4人のガンダムマイスター達。武力介入を行ないながらも、その最中に人命救助を行なうなど、矛盾した行動をとる彼らの存在に世界は混乱。存在を否定するかのごとくテロが起きる一方、彼らを正義だと称える声もあり、賛否両論が巻き起こる。また、日本に暮らすごく普通の学生、沙慈も世界の変革へと徐々に巻き込まれていく。
各国家群は己の威信をかけ、ガンダムを手に入れようと様々な作戦を実行。各国家群のエースパイロット達も出撃するが、ガンダムとの性能差の前にことごとく敗北、CBは着実に武力介入を達成していった。そうした中で、世界三大国家群は史上初の合同軍事演習の名目で、大規模なガンダム鹵獲作戦を決行。圧倒的な物量を前についにガンダムも敗北するかと思われたその時、「トリニティ」を名乗る新たなガンダムマイスター達が出現する。彼らによって窮地を救われた刹那達だったが、彼らはこれまでの武力介入を手緩いものとし、より過激な武力介入を始めた。
民間人をも巻き込むトリニティの武力介入に疑問を感じた刹那達は彼らと決別するも、彼らの介入による市民達の憎悪がCBに向けられていた。そんな中、CBの監視者の1人であるアレハンドロの裏切りにより、「擬似太陽炉」こと「GNドライヴ[T]」が各国家群へと渡る。トリニティによる過激な武力介入は、CBの計画を掌握しようとする彼の計略であり、CB討伐を行う国連軍結成を促すための布石だった。用済みとなったトリニティのうち、ヨハンとミハイルは始末され、さらには謎の少年リボンズの協力によって、CB計画の要である量子コンピュータ（量子型演算処理システム）「ヴェーダ」も掌握されてしまう。
擬似太陽炉搭載機を手に入れた各国家群は、国連軍を組織し、ガンダム殲滅作戦を決行する。CBの初期計画は破綻し、仲間を次々と失いながらも、戦いの果てに平和があると信じ、刹那たちは最終決戦へと挑む。死闘の末にアレハンドロは倒されるが、CBも壊滅的な打撃を受けメンバーも離散することとなる。

### セカンドシーズン
西暦2312年。各国家群は地球連邦として統一を果たし、世界は1つになりつつあった。しかしその裏では独立治安維持部隊「アロウズ」によって、反連邦主義や思想への弾圧や虐殺が行われており、世界の歪みはおさまっていなかった。夢を叶えて宇宙技術者となった沙慈はアロウズによる弾圧に巻き込まれ、国連軍との決戦を生き延びるも孤独となった刹那は再び戦いへと身を投じていた。
アロウズによって捕えられていた沙慈と偶然再会した刹那は、彼を救出し満身創痍のガンダムエクシアで戦うが、すでにアロウズの機体は従来のガンダムの性能を超えており、苦戦を強いられる。しかし、そこに水面下で活動していたティエリアを始めとする新生CBが救援に現れ窮地を脱し、刹那は新たな機体・ダブルオーガンダムを手にする。先の戦いで死亡したロックオンことニールに代わり弟のライルを加え、アロウズに捕えられていたアレルヤを救出し、CBは再び歪みゆく世界に戦いを挑む。
一行は戦いの中で反連邦組織「カタロン」と合流するが、CBの介入がガールフレンドのルイスとの別れと、姉の絹江を失う間接的な要因を作ったと思う沙慈は、いまだに戦いをやめようとしない彼らに反発し逃亡、そこを連邦正規軍に拿捕されてしまう。事情を説明し潔白を証明しようとしたが、その行動が原因でカタロンの基地がアロウズに襲撃され、多数の人命が失われてしまう。その自己中心的で軽率な行動を「無自覚な悪意」だと沙慈はティエリアに責められ、戦いから目を逸らし続けてきた彼はその償いのためにCBに同行する決意をする。
そして刹那たちは調査の末、アロウズを影で操っていたのは、「イノベイター」を自称するイオリアの真の計画を進めるために生み出された人工生命体「イノベイド」たちであることを突き止める。倒すべき敵を見つけたものの、アロウズは日増しにその力を強め、ついには衛星兵器「メメントモリ」によって、中東の一国を滅ぼすほどとなっていた。情報統制によって真実は世界に伝えられぬままではあったが、歪みは連邦内でも確実に広まっていた。沙慈は戦いの中での偶発的な要因から、ダブルオーガンダムの支援機であるオーライザーのパイロットとなり、ダブルオーとの合体を成功させCBの危機を救うが、直後の未知なる現象により、ルイスが家族の復讐を目的としてアロウズに所属していることを知る。激しく苦悩する沙慈だったが、彼女を救うことと無意味な戦いを止めるための「守るための戦い」をすることを誓った。
CBがメメントモリの破壊に成功してから数日。連邦内でクーデターが起こり、市民6万人が人質にとられアフリカの軌道エレベーターが占拠される。彼らの目的は人質たちにアロウズの蛮行を伝え、真実を世に知らしめることだった。しかしアロウズは真実が露見する前に、密かに建造していたもう1基のメメントモリで、人質ごと軌道エレベーターを破壊し隠滅を図る。刹那たちは再びメメントモリの破壊へと向かうが、メメントモリの攻撃によって軌道エレベーターは崩壊し、地表には無数の破片が降り注ぐ大惨事へと発展した。この時には、CB・連邦正規軍・アロウズ・カタロン・反乱軍が協力して破片落下阻止に当たった。後に「ブレイク・ピラー」と呼ばれるこの事件は反連邦勢力の仕業として公表され、アロウズは強硬な姿勢を強めていくが、その一方で皮肉にも人々の意思は1つとなっていた。
「ブレイク・ピラー」事件から4か月。CBは2基目のメメントモリの破壊を成功させ、アロウズ・イノベイター勢力の打倒と「ヴェーダ」奪還のために動き出す。CBの下にはカタロン、更に様々な事件を機に決起した連邦正規軍も加わり、アロウズ・イノベイター勢力との最終決戦が行われる。ダブルオーのトランザムバーストの発動によりヴェーダは奪還され、ルイスも憎しみの感情から解き放たれた。
戦いは、自分こそが人類を導く存在だと自負するイノベイター勢力の首魁リボンズと、未来のために戦う刹那の一騎討ちによって締め括られる。イノベイター勢力は敗北し、数々の所業を暴かれたアロウズは解体され、CBは今後も紛争の抑止力となって世界と対峙し戦い続ける道を選択する。

## 登場兵器・用語
この節以降ではアニメ版のファーストシーズンを『1st』、セカンドシーズンを『2nd』、『劇場版 機動戦士ガンダム00 -A wakening of the Trailblazer-』を『劇場版』と記述する。

### 組織、国家
ソレスタルビーイング (Celestial Being)
西暦2100年頃に、科学者イオリア・シュヘンベルグによって創設された私設武装組織。半永久機関であるGNドライヴ（後述）を搭載した機動兵器ガンダムを有し、西暦2307年に活動を開始した。世界の紛争根絶のためにあらゆる紛争に対して武力による介入を行い、紛争を幇助する企業や国も武力介入の対象としている。
創設にはイオリアのみならず世界の有力な政治家、起業家、科学者と言った有力者が参画しており、「人類の救済」を目的としている。
ガンダムのパイロットであり主人公の刹那達ガンダムマイスター (Gundam Meister) とその母艦のクルー達実動隊「プトレマイオスチーム」の他、サポートチームの「フェレシュテ」が存在。また、計画には本来存在しないチーム「トリニティ」もある。
運用する兵器関連の開発は、各国の企業が参画するコロニー「クルンテープ」にて極秘裏に行われている。
資金は、エージェントと呼ばれるスポンサー達のほか、イオリアの計画に賛同し代々歴史の影からCBの計画を準備してきた監視者と呼ばれる人々から提供される。『1st』本編ではこれに該当する人物として国連大使のアレハンドロ・コーナーや、軌道エレベーター公社総裁のラグナ・ハーヴェイが登場しており、小説版によれば、その一つであるアレハンドロ・コーナーの一族は資金提供の見返りに監視者の権限を得たとされている。
作戦はすべて量子コンピュータのヴェーダによって決められているが、監視者の全会一致の場合のみヴェーダの決定に対する拒否権を持つ。作中ではアレハンドロ、ラグナ以外の監視者の存在も示唆されているが、その詳細は不明。また、『2nd』以降のこれらの監視者の去就も一定しておらず、ヴェーダによってリボンズの目から秘匿された可能性も示唆されているほか、アレハンドロを通してリボンズに全員抹殺されたとするものも存在する。一方で、漫画作品『機動戦士ガンダム00I』においては、西暦2312年に選抜されたイノベイド6人による新たな監視者が設立されている。
当初はガンダムの機体性能で圧倒的優位を誇っていたが、『1st』において監視者であるアレハンドロ、ラグナの裏切りによって擬似太陽炉が各国家群に渡ったことでミリタリーバランスが崩れ、さらに国連軍との決戦でプトレマイオスチームが壊滅したことで西暦2308年に一度崩壊するも、4年後の西暦2312年には活動を再開している。活動再開後は以前と異なり、武力介入がアロウズにのみ行われた。なお、劇中にて同名の艦船も登場した。
アロウズの解体後も世界の抑止力となるべく活動を続け、『劇場版』の西暦2314年時では新型のガンダムや太陽炉の開発を行っている。しかし新政権の掲げる宥和政策への影響を配慮し表立った活動は控えており、奪還したヴェーダからもたらされる情報を元に小さな紛争やテロの芽を事前に摘み取るといった陰の活動に従事。やむを得ずMSが必要な場合でも、活動の露出を抑えるために地上に隠匿して配備した機体と宇宙で使用する機体を分けて運用し、ガンダム以外に改造したフラッグ等も使用していた。しかし、地球圏へのELS（劇場版の用語を参照）の襲来により、イオリア計画にある“来るべき対話”の時が訪れたと考え、表舞台での活動を開始する。
組織の意味は「天の存在」。
秘密結社としてフリーメイソンとの相関性に言及した資料もみられる。
ユニオン
正式名称は「太陽エネルギーと自由国家の連合 (Union of Solar Energy and Free Nations)」。世界経済連合とも呼称される。
大統領を元首とする共和制。大統領官邸はワシントンD.C.にある旧ホワイトハウスの敷地内にあり、同時にユニオン最高議会の議事堂としても機能している。主にアメリカ合衆国、南米各国、オセアニアの国々で構成されている。日本も、「経済特区」（中国に実在するものとは別）としてこの傘下にある。三大勢力では最も早く軌道エレベーターの実用化に成功し、「タワー」という名称で南アメリカ・アマゾン川上流域に設置されている。
AEU
正式名称は「新ヨーロッパ共同体 (Advanced European Union)」。元首は存在せず、各国代表による協議制によって政策が行われているが、それぞれが自国の国益を優先しているため、意見が一致しないことが多く、他の超大国と比べ、政策などが遅れている。ゆえに、アフリカ・ヴィクトリア湖西方にある、軌道エレベーター「ラ・トゥール」も建設が遅れている。『2nd』ではこの軌道エレベーターが完成して「アフリカタワー」と改名されているが、アロウズによる「ブレイク・ピラー」事件において半壊した。
人類革新連盟
通称「人革連」。英名は「Human Reform League」。中国、ロシアのアジア部分、他の旧共産圏、インドなどを中心に国家主席を元首とした連合国家群。ユーラシア大陸の国々から形成される。なお、ロシアのヨーロッパ部分は「モスクワ」として独立し、AEUに加盟している。ソロモン諸島北方の海上に設置されている、軌道エレベーターの「天柱」はすでに運用されているが、技術面ではユニオンやAEUにやや遅れを取っている。
アザディスタン王国
中東にある新興国の1つ。過去に、主人公である刹那の出身国クルジス共和国を武力併合している。他の中東諸国と同様に、化石燃料に依存していたため、各国家群のように太陽光エネルギーの恩恵を受けられず、困窮している。さらに国内では国教の解釈の違いによる保守派と改革派の対立によってテロが頻発している。『2nd』では国家の困窮が拍車を掛けており、さらには一度国土を焦土化され解体されてしまうが、イノベイター勢力との決戦後には国土の復興が行われている。
小説版では石油輸出産業が隆盛を誇った時代は豊かであり、首都の夜景も美しかったことから観光客も多く訪れていた。
クルジス共和国
中東にかつて存在した国家で、刹那の故国。西暦2301年に隣国アザディスタン王国との戦争で敗北し、滅亡。国土全土を吸収された過去を持つ。アザディスタンとの戦争末期では絶望的な戦局に陥っており、国土は荒廃。少年兵等による特攻まで行われており、刹那もサーシェスに唆される形で戦争に参加していた。
小説版では旧クルジス系の住民はアザディスタン国内で差別されているが、国籍を問われると胸を張って「クルジス」と答えるとされている。ただし、このようなクルジス人は基本的にアザディスタンに対して敵意を持つ。
モラリア共和国
ヨーロッパ南部に位置する小国。西暦2284年に建国された新興国であり、人口は18万人。国内には300万人の外国人労働者が居住し、約4000社の民間企業を有するが、そのうちの2割がPMC（民間軍事会社）であり、戦争と軍隊派遣を主産業にしている。CBの武力介入により世界中で戦争・紛争が縮小されたことで経済危機に直面し、AEUをバックに合同軍事演習を実行した。モラリア軍、PMCトラスト、AEU軍の130機が参加した大規模演習でCBの襲撃を受け、非常事態宣言発令から僅か5時間で半数以上のモビルスーツを撃墜され、無条件降伏まで追い込まれてしまった。しかし、元々AEUとは利害関係にあり、協力体制を維持することとなった。
外伝では地球連邦政府設立後にPMCトラスト解散に反対した傭兵達が反乱を起こしているが、地球連邦軍の擬似太陽炉搭載機に鎮圧されている。
国土は現在のモナコ公国と同一領域である。
地球連邦
『2nd』から登場。西暦2308年に起きたCBと国連軍の決戦の後に、ユニオン・AEU・人革連・その他の国連加盟国を統合して誕生した全地球規模の国家。三大勢力がそれぞれ所有していた3基の軌道エレベーターを全て管理し、擬似太陽炉をはじめとした最新鋭の技術を独占している。世界統一と平和維持を目的とした「地球連邦平和維持軍」のほか、西暦2310年に起こった大規模テロをきっかけとして、身柄拘束や尋問・処刑などが許可された超法規的機関の、独立治安維持部隊「アロウズ」が編成されている。イノベイター勢力との決戦後には、アロウズは解体された。なお、『2nd』ではアザディスタンやスイールといった中東の国家の多くが連邦には加盟していない。
小説版では設立時に中東諸国家に対しても地球連邦加盟を勧告したが、太陽光発電エネルギー供給条件として石油産業の引き渡しを求めたため、大きく存在意義を失ったとしても国家財政の主要産業を抑えられることに中東各国は大反発し、不参加となった。最終決戦後はヴェータをソレスタルビーイングに抑えられてしまった結果、アロウズが行ってきた虐殺の数々やブレイクピラーの真実も全世界に露見してしまう。敵対勢力はおろか連邦市民にすら激しくバッシングされ、地球連邦初代大統領を含む全閣僚がリコールされるという事態に陥り、連邦政府の政策が一気に転換されることになる。
カタロン
『2nd』から登場する反連邦組織。連邦の一方的な弾圧に反発して世界各地で戦いを続けているが、戦力は太陽炉を搭載していない旧世代のMSのため、擬似太陽炉搭載機を多数所有する連邦には、常に劣勢を強いられている。イノベイター勢力との決戦後には解散。一部のメンバーは新たに政党を結成し、少数派の立場を訴える政治姿勢を主張している。
スイール王国
『2nd』から登場する中東国家。世界随一の情報産業とレアメタルの発掘で経済を支えている中東一豊かな国家で、中東諸国に対して強い影響力を持つ。地球連邦政府もその国力を軽視しておらず、スイールが反連邦の立場を明確に示せば、中東諸国が追随することは必須であるため、強く警戒していた。
カタロンと手を結ぼうとする動きを見せていたが、独立治安維持部隊「アロウズ」による「メメントモリ」1号基の攻撃を受けて、国王のいた王宮共々、首都を吹き飛ばされて滅亡した。小説版ではこの攻撃で200万人の犠牲者が出たとされる。
リチエラ王国
『2nd』から登場する中東国家。独立治安維持部隊「アロウズ」による「メメントモリ」1号基、第2射の攻撃を受けて、国内の軍事基地を破壊される。その際には基地周辺の100万人規模の難民キャンプも巻き添えになっている。

### 兵器関連
GNドライヴ（ジーエヌドライヴ）
「GUNDAM NUCLEUS DRIVE（ガンダムの中核のドライヴ）」の略称で通称「太陽炉」。ガンダムの根幹を成す動力機関。GN粒子を発生させることにより、エネルギーを半永久的に得ることができる。このドライヴから生成されるGN粒子は淡い緑をしており、これを搭載したガンダムのビーム兵器はピンク色の光を放つ。
このエネルギー機関の開発には木星のような高重力下の環境が必要であり、製造には莫大な時間を要する。小説版では製造作業に約20年、製造可能な環境に至るまでの航行時間を含めれば約40年かかっていることが明記されている。
『1st』開始時点において稼働しているGNドライヴは、主人公たちプトレマイオスチームで運用されている第3世代のガンダムに搭載された4基と、武力介入のためのサポートチーム「フェレシュテ」で運用されているガンダムに搭載された1基の、計5基。
最初に作られた5基のドライヴは木星探査計画に偽装し開発が進められた。完成後は技術を秘匿するため、開発に携わったクルーがすべて抹殺されるとともに開発データも抹消されている。『1st』の最終決戦後は、プトレマイオスクルーがガンダムデュナメスとガンダムヴァーチェ（ガンダムナドレ）のドライヴを回収し、フェレシュテがガンダムキュリオスのドライヴを回収。
『2nd』ではフェレシュテ所有のドライヴはプトレマイオスチームに譲渡され、刹那の合流もあって現存するGNドライヴ5基は全てプトレマイオスチームの新世代ガンダムに搭載されている。
GNドライヴ［T］（擬似太陽炉）の登場以降は、差別化のために「オリジナルのGNドライヴ」と呼称することもある。なお疑似太陽炉によりツインドライヴシステムまで手に入れていたリボンズですら最後までオリジナルの太陽炉に執着し、「これさえあればイオリア計画の体現者、またそれすらを超越した存在になりうる」とまで発言している。
『2nd』終盤においてダブルオーのツインドライヴに使用されていた2基とセラフィムガンダムに搭載されていた1基の計3基のドライヴが大破、喪失。それを受けて『劇場版』までの2年間の間に、ダブルオークアンタのツインドライヴ用に最初から同調を踏まえ調整された新型ドライヴが木星で2基新造されている。
GNドライヴ［T］（ジーエヌドライヴ タウ）
「疑似太陽炉」とも呼ばれる。ガンダムスローネ及び国連軍に提供されたジンクスシリーズ、その後継MSの他に連邦軍やアロウズの艦艇、イノベイター勢力の機体などに使われている動力機関。出撃前に外部デバイスを用いて疑似太陽炉内の圧縮空間を臨界値で安定させる必要があり、仕組み的には電気をGN粒子に変える変換炉に位置付けられる。基本的にオリジナルのGNドライヴとほぼ同等の性能を持ちながら、地球圏での生産と量産が可能。しかし、そのためにオリジナルのGNドライヴとは構造的相違点が存在し（作中のイアンの解説によれば大きな相違点に炉心部にTDブランケットが使用されていない点を挙げている）いったん稼働を停止すると再稼働に始動機（スターター）が必要となっている他、ドライヴの稼働には外部からの電力供給を必要とするため、定期的な再チャージが必要となり活動時間に制限がある。生成されるGN粒子も相違があり、常時はオリジナルと同様に無害だが、武装用に高濃度圧縮すると生体細胞に障害を起こす毒性を持つ。放出されるGN粒子の色や搭載機のビーム兵器の色は真紅色である。『2nd』までの4年間の間に国連軍の手により解析、改良が為されたことで性能は格段に向上し、GN粒子の色と搭載機のビーム兵器の色は赤みを帯びたオレンジ色に変わっている。GN粒子の毒性については、なくなったと解説する資料と、そのままであると解説する資料があり、劇中でも言及されておらずはっきりしていない。この改良型の開発により国連軍はそれまで所有していた初期型のドライヴを破棄したが、アルケーガンダム及び4年前から残存するガンダムスローネドライは初期型のドライヴを搭載している。広義の「GNドライヴ」を指す場合にはこの「GNドライヴ［T］」も含まれた表現がされることも少なくない。また、セカンドシーズンの時代においては改良が加えられ、イノベイド用の機体に搭載された疑似太陽炉はオリジナルの太陽炉に迫る性能となっている。なお量産が可能な為、外宇宙航行母艦であるソレスタルビーイング号の主砲では60基もの同疑似太陽炉をカートリッジとして使い捨てにして高出力を得ている。
『1st』『2nd』『劇場版』では量産が可能という特徴からMSサイズなら1基以上、MAサイズだとそれ以上の数を搭載した機体が度々登場する。
GNドライヴ［T］は、アレハンドロの先祖らからなるCB離反組が機密保持のために破棄された木星のCB施設より回収したデータ(のちにトリニティ達が所有していた紫の旧型ハロの内部に存在した)を基に作り上げた代物である。
トポロジカル・ディフェクト（位相欠陥）
太陽炉のコアパーツにして燃料を燃やす永久に消えることのない「火」とも言うべき現象。オリジナルの太陽炉が半永久機関であるのはこれを起こす物質を内部に組み込んでいることが理由である。粒子加速器で加速した高エネルギー状態のトポロジカル・ディフェクトを木星中心部に撃ち込み、木星の高重力下で相転移直前の状態まで活性化し、活性化した位相欠陥の場からGN粒子を永久的に放出し始めるようになる。これを回収し、状態を崩壊させてしまわないように特殊な器（TDブランケット）に封印し、粒子制御能力を付加したものが太陽炉である。『劇場版』で当初40年近くかかるとされた製造期間が2年間という短期間ですんだのは、トランザムにより木星までの往復時間が格段に短くなり、以前の製造施設や開発ノウハウを利用できたためである。
GN粒子（ジーエヌりゅうし）
太陽炉や擬似太陽炉から生成される粒子。その正体は光子の亜種であり、原初粒子である。原初の粒子だけあって、状態によって多様な効果を発揮する。
機体の推進力や姿勢制御に使われ、周囲に散布することによって電波通信やレーダー機器を妨害する効果を発揮。圧縮して射出することでビーム兵器として火器にも転用可能で、 このビームは運用火器次第で地上から大気圏越しの精密射撃や、曲射攻撃も可能。さらにGNコンデンサーに使われる物質を利用することで、GN粒子を瞬時に熱変換し攻撃する対象物に熱移動を行うことが可能な実体剣を作ることも可能としている。炸薬として弾頭内に高圧縮したGN粒子を詰め、ターゲットに撃ち込んだ後に粒子を放出することで敵機を内部から膨張させて破壊する「GNミサイル」という武装も開発されている。光子であるものの拳銃の弾丸に込めることもできるため、対人戦闘でも使える。
この粒子を装甲に付加することで対ビームコーティングの役割を果たすほか、直撃した実弾兵器を磁気化して攻撃を逸らすことも可能、質量操作にも使用されている。このGN粒子を高圧縮し、対流させることでバリアのように固定する機能を「GNフィールド」と呼ぶ。
オリジナルの太陽炉から生成されたGN粒子は脳量子波の伝達にも影響し、『2nd』作中ではダブルオーライザーのトランザム発動時には高濃度の粒子が空間に満ちることによって、通常の人間にも脳量子波による交信が可能となった。また、純粋種のイノベイターの脳量子波と同調したツインドライヴによって純度を増したGN粒子は人体にも影響を及ぼし、悪性のGN粒子に侵された人間の体を回復させたり、人類をイノベイターへと進化させる力も秘めている。なお『2nd』以降はGN粒子攪乱幕も開発され、作中ではこれを拡散させることでその領域内でのGN粒子の効果を減退させたほか、機体表面やGNフィールドの防御力が極度に低下し、非GN兵器でも破壊が可能になる他、粒子を放出するビーム兵器やGNフィールドの効力も劇的に低下す場面も見られた。
ツインドライヴシステム(Twin Drive System)
二基のGNドライヴを同調させることで、粒子生産量を二乗化させるシステム。
元々は第2世代ガンダムの頃に搭載が検討されるも技術的限界など様々な要因から導入は見送られ、量子演算型処理システム「ヴェーダ」の中に秘匿されていたトランザムシステムと共に基礎理論のデータがソレスタルビーイングにもたらされた事が開発の大きな契機となった。しかしそれは未来の化学水準を見越した上での技術提案であり、実際の完成はCBの技術力に委ねられた。ガンダム掃討作戦後、ラグランジュ3の基地内でダブルドライヴのテスト機であるアストレアIIを設計ベースとして研究が進められ開発された第4世代機のダブルオーガンダムに実装されるが、保有する全てのGNドライヴの組み合わせを試しても相性よく稼動するものはなく同調率を高めていくとインスタビリティが発生して失敗に終わっていた。当初は粒子同調率が80％以上あれば一応は同調に成功と想定され、刹那がソレスタルビーイングに戻った事でシミュレーションでの相性が最も良かった0ガンダムとエクシアのGNドライヴでの起動実験が試みられたが、最も高い同調率は弾き出すも同様の結果であった。危機迫る状況において刹那はトランザムで強制的に起動をかけ成功させる。ただしその方法も一歩間違えればGNドライヴが暴走し爆発する危険性のある行為だった。二乗化の開始には僅かなタイムタグが生じ、最初は失敗と思われたが無事に当システムの起動に成功したダブルオーガンダムはその凄まじい機体性能で地球連邦軍のモビルスーツはおろか、アロウズの最新モビルスーツすらも圧倒し始める。ただし設計者のイアンによれば、まだまだ理想とする安定性は得られておらず、刹那にトランザムの使用を禁じていたが、その心配は的中し、再度の使用時には負荷がかかり過ぎて戦闘中にオーバーロードを起こし、あわや撃墜寸前の危機を迎える。やはり虎の子のトランザムが使用できないのでは、そのポテンシャルを発揮できているとは言えない状態であった。しかし物語後半には解析が進み、制御ユニット「オーライザー」によって完全にコントロール下に置くことに成功、それにより不安定だったツインドライヴ自体も遂に安定して稼動出来るようになる。
完成されたツインドライヴシステムにおけるトランザムは通常の7倍以上の粒子放出という理論値以上のGN粒子を生産・放出したため、その当時ですら制御不可能な代物であり開発者であるイアン達を驚愕させた。以降はダブルオーガンダムとオーライザーがドッキングした状態をダブルオーライザーと呼称し「ガンダムを超越したもの」という意図で、ガンダムの名称が取り除かれる。またトランザム中のダブルオーライザーは別次元の機体となることから「トランザムライザー」と呼ばれ、機体の量子化や付近の宙域では意識の共有が起きる。これは脳量子波の有無に関係なく発生する現象で、言葉ではない「対話」を実現させるなどの本来、開発者のイアン達が想定していない超常的な現象を次々に引き起こした。また消滅していたと思われたハレルヤの意識を目覚めさせるきっかけともなる。
さらにリボンズ達との最終決戦で仲間達の危機を察知した刹那の意志に呼応するように「トランザムバースト」（モニターには「TRANS-AM　BURST」と表示）と呼ばれる隠された真のシステムが発動する。これは純粋種のイノベイターの放つ脳量子波がツインドライヴと連動、純度を増したGN粒子が人々の意識を拡張させるもので、その刹那自身も完全なる進化を遂げた証となる。これによりイノベイター（イノベイド）の脳量子波はかき乱され（この瞬間にリボンズのヴェーダとのリンクが一瞬断たれ、それによりティエリア/リジェネがヴェーダの奪還を果たす）、さらにモビルスーツを吹き飛ばすなど物理的な影響が出るほどの粒子量を発生させた。また意識共有の深度も高まり、本当の意味でお互いを理解する「対話」を可能とした。なお、その際にはGN粒子が虹色の光を放ち、この状態のGN粒子を浴びたものは毒性を持ったGN粒子による細胞異常を回復させる効果をも併せ持つ。また、ハレルヤも完全復活を果たした。『劇場版』にて登場するデカルト・シャーマンは、トランザムバーストの影響を受けてイノベイターへと覚醒している。
劇場版では、ツインドライヴ専用に調整されたGNドライヴ2基が新規に製造され、オーライザーのような制御ユニットを外付けする事なく安定して使えるようになっている。同劇場版では粒子貯蔵タンクの改良によりダブルオーライザー（粒子貯蔵タンク型）でのトランザムバーストも行ったが貯蔵量の制約から使用時間は限られた。なお『2nd』ではイノベイター（イノベイド）により疑似太陽炉２基を用いたツインドライヴシステムもリボーンズガンダムに搭載されている
トランザムシステム (TRANS-AM)
オリジナルの太陽炉の解析不可領域（ブラックボックス）に予め組み込まれていたシステム。機体内部に蓄積されていた高濃度圧縮粒子を全面開放することで、機体の性能を向上させ、一定時間スペックの3倍以上に相当する出力を得ることができる。しかし、第三世代のガンダムはこの粒子を全面開放するシステムに最適化された設計でなかったため、使用後は貯蔵粒子を使い切り再チャージまで機体性能が大幅に低下する諸刃の剣でもあった。ヴェーダが掌握され、それに悪意があることが検知されたとき開示されるように仕込まれている。トランザム発動後の機体は赤く発光し移動によって残像を発生させるが、これはGN粒子の赤色化と量の増大によるものである。このトランザムの発光現象は「オーロラルミネセンス」と呼ばれるものであり、大気中のプラズマによって発生するオーロラの現象と太陽炉と呼ばれるGNドライヴ、そして北欧神話の女神ワルキューレの鎧からその名を冠されている。トランザムには三段階の状態に区分され、GNドライヴがグリーンに発光した状態では「イグニッション」、機体各部のコードが発光した状態は「ローディング」、最終的に全身が発光した状態は「フルパーティクル」と呼ばれる。『1st』終盤の国連軍との戦闘では、戦力に大きな差がありながらも、CBの各ガンダムはトランザムを使って互角以上に戦った。
『2nd』に登場する第4世代型ガンダム以降はこのシステムの使用を前提に設計されているため、任意での途中解除が可能でごく短時間の使用も行えるようになった。無理に全ての粒子を使い切る訳ではなく、機体活動を極端に鈍らせない程度の粒子残量を残すことで限界時間到達後の性能低下が抑えられている。また『2nd』に登場するプトレマイオス2はガンダムを積載した状態、ガンダム非搭載で短時間のトランザムが可能となっている。エクシアリペアIVでは左腕に開発中の第6世代機の技術を先行して導入しており、斬撃の瞬間だけトランザムを発動させて斬撃速度と威力を飛躍的に向上させつつ、粒子使用量の効率化を図っている。
CB以外の機体ではマスラオ及びスサノオが連邦側の独自解析によるトランザムシステムを搭載。ただしトランザム終了後は負荷により擬似太陽炉は使用不能になる。そのため帰還用の粒子は別途GNコンデンサーにプールし備えている。また、イノベイター勢力はCBからデータを直に手に入れ『2nd』終盤には自分達の専用機（ガデッサ、ガラッゾ、リボーンズガンダム）に搭載。トランザム使用後には擬似太陽炉が稼働不可能になるデメリットは依然存在し、太陽炉の交換が必要となるとした資料も存在する。また量産型MSのガガはトランザムの際に疑似太陽炉を自爆させる特攻兵器として使用している。
『劇場版』においてはジンクスIVやブレイヴといった一般量産機のほか、ナイル級大型航宙戦艦やバージニア級試験特務艦といった連邦軍の艦船もトランザムの使用が可能となっている。最終防衛戦では機体やパイロットの侵食を行うELSに対して、MSはトランザム状態の擬似太陽炉を限界を超えた出力の放出によってオーバーロードさせ、自爆するという苦肉の策も使用した。
当初は機体各部のGN粒子供給コード部のみが赤色に発光すると告知されていたが、ファーストシーズン第22話本放送以降は全身が赤色に変化する描写へと変更されている。監督である水島精二はインタビューに際し、引き絵の演出の際にコードだけの変色ではトランザムへの変化が解り辛かったため、最終撮影の際に全身赤色に変色するよう改変したと語っている。
トライアルシステム
主にガンダムプルトーネの系列機に搭載されている特殊システム。この機能を使用すると、有効範囲の中のヴェーダとリンクする機体全てを制御下に置くことができる。これは、イオリアが計画の崩壊を防ぐために用意した一種のカウンターで、メインターゲットである対ガンダム戦では圧倒的な優位を生み出すことが可能である。『1st』では、ナドレがこれを使用し、一時的にチームトリニティが所有するガンダムスローネを制御下に置いた。『2nd』では、ナドレの後継機であるセラフィムが、このシステムの有効範囲を大幅に拡張させたトライアルフィールドを展開可能で、終盤でこれを使用して、リボーンズガンダムを除くイノベイター勢力の全ての機体を制御下に置いた。
このシステムを行使する権限を持つのは一部の限られたイノベイドのマイスターのみであり、さらにその中でもアクセス権には序列が存在する。作中の登場人物の中ではリボンズ、ティエリア、外伝のマイスター874（ハナヨ）が該当することが確認されている。また、システムの特性上同時に複数個所で使用することはできず、発動中に別の場所でより高位のアクセス権を持つ者がシステムを使用した場合、それまで使用されていたシステムは強制解除される。
Eカーボン（イーカーボン）
ガンダム及び、各国家群の最新鋭MSの装甲や武装、軌道エレベーターの建材などに用いられている、最新の炭素素材。カーボンナノチューブの数十倍の引っ張り強度を持つとされている。ファーストシーズンでセイロン島(現在のスリランカ)の民族紛争に武力介入し、キュリオスが武装コンテナを放棄した際、人革連が初めてCB製MSの素材を回収することに成功するが、最新素材ではあるものの自分らも使っているEカーボンであり、これといって目新しい物ではないことを知って意外そうにするシーンがある。ただCB製Eカーボンは各国家群が使用するものと比べて洗練された素材を採用しており、また太陽炉を搭載しているMSやMAはEカーボン表面にGN粒子をコーティングすることにより、さらに防御性能が高められている。それがガンダムの防御力を一層高めている。
ダブルドライヴシステム
『機動戦士ガンダム00 Revealed Chronicle』に登場する第4世代機開発以前に考案された新技術。機体背面に装着されるGNデヴァイズパック内に装備したGNドライヴと本体の太陽炉を直結させる事で出力の強化を行う事が狙いだったが、オリジナルの太陽炉の製造には長い年月が必要とされていたため追加製造は困難で、他機の太陽炉を移植すれば一方が戦力ダウンとなり戦力バランスが崩れるため現実的な課題が多く、当初は粒子長蔵タンクに置き換える事で試験的に開発された試作武装と共にテスト運用された。粒子供給量の向上はあくまで太陽炉の個数から単純に導ける二倍程度に留まり、ツインドライヴとは似て非なるシステムで粒子生産量を二乗化するほどの画期的な性能は発揮できなかった。しかし『機動戦士ガンダム00 Revealed Chronicle』 EPISODE DEVISEで描かれた模擬戦では新装備と共に想定以上の性能を発揮し、その成果から次世代機での標準装備化が計画された。太陽炉の個数の制限等などから結果として第4世代機では不採用となり、ツインドライヴが完成に至るまでの過程において試され消えていったミッシングリンクとなったが、ガンダム掃討作戦後、残されたCBメンバー達が資源衛星内の秘密基地で、このダブルドライヴの搭載を前提として新規設計されたエクシアとダブルオーガンダムとの間に位置する左右非対称の第4世代に属する新型ガンダム、アストレアIIを開発・研究を進め、そこで得たテストデータがツインドライブ搭載機（のちのダブルオーガンダム）の完成に貢献する。なお2基の太陽炉を搭載した機体として、マスラオ、スナノオ、ブレイヴ（指揮官機）が登場しており、資料によってはこれをダブルドライヴと表記するものもある。『劇場版 機動戦士ガンダム00 -A wakening of the Trailblazer-』においては、直結型の太陽炉を採用した機体としてガデラーザ（3基直結型x2）が登場し、ダブルオークアンタのクアンタムバースト発動時でも2基の太陽炉を直結させて出力を最大値まで引き上げている。

### その他の用語
超兵
人革連が秘密裏に創設した研究機関「超人機関技術研究所」（後に閉鎖）にて人体改造や実験を受け、人為的に脳量子波が使用可能となった人間を指す。人革連のピーリス（マリー）や、ガンダムマイスターのアレルヤがこれにあたる。なお、人革連は超兵開発を行うにあたり、戦闘行為で機関が破壊され、超兵開発が発覚すれば世界からの非難を浴びてしまうことになるため、コロニー内での戦闘行為の禁止という国際条約を悪用して「超人機関技術研究所」をスペースコロニー内に置いていた。
『劇場版』における西暦2314年以降は純粋種たる「イノベイター」の出現によって、それを模倣した「擬似イノベイター」製造の技術として利用された。
脳量子波
超兵やイノベイド、または純粋種のイノベイターとして覚醒した刹那などが扱うことができる特殊な脳波。脳量子波を発生させることで、人が持っている空間認識能力・攻撃回避能力・反射能力などが高くなり、高い戦闘力を得ることができる。脳量子波を強めて使っているからかイノベイターもイノベイドも眼の虹彩が金属的な輝きを放つ。
超兵に付加されている脳量子波は不完全のため、他の超兵との共鳴や干渉などの弊害も併せ持つ。一方、イノベイドは思考を通信として送ることができ、GN粒子を触媒とした脳量子波を用いて、ヴェーダや同タイプのイノベイドと直接リンクしたり、他タイプのイノベイドと間接リンクすることで、イオリアが立てた計画を推進している。
なお、『劇場版』に登場するELSは、脳量子波を使ってコミュニケーションを取る能力があり、それ故にイノベイターや超兵など、高い脳量子波を発する者に惹き付けられていた。また、膨大な思考情報量故に、彼らの脳量子波による“叫び”は脳量子波を有する人間に激しい苦痛をもたらしている。特殊なパイロットスーツ（ピーリスやデカルトのもの）を着用したり、遮断施設へと避難することにより、脳量子波の干渉を防ぐことは可能である。ただし、アレルヤはもう1人の自分であるハレルヤの力により自他共に脳量子波を遮断することが可能である。
イノベイド
計画遂行のためにヴェーダによって生み出された人造人間であり生体端末。ガンダムマイスターなどの計画の重要任務をこなすために造られた「マイスタータイプ」と、ヴェーダが世界中の情報を収集するために生み出した「情報タイプ」が存在する。
イノベイドは基本的に全て中性（＝無性）であり「マイスタータイプ」はその用途から身体能力が高めに設定されている。計画に大きく関わるこのタイプは情報タイプに比べれば数が少なく、自身がイノベイドであることも自覚している。逆に「情報タイプ」は世界中に数万人存在し、肉体的にもほぼ常人と変わらない能力に設定されている。そのほとんどが自身を人間ではないと知らないまま社会に溶け込み暮らすため、自分が人間ではないことに気付かせぬようアニューのように有性として製造されている。
情報タイプは世界中に派遣され、10年から15年ほどで「帰還」しヴェーダによって新しい人格や記憶を与えられて社会に戻るという行為を繰り返す。しかし中にはまれに「前世」の記憶を夢に見たり、かつて関係のあった相手に懐かしさを感じたりと完全ではないケースがある。情報タイプのイノベイドもヴェーダからのミッションによって途中で自分がイノベイドであることに「覚醒」させられ、エージェントやガンダムマイスターとして働く例が登場している。性別や世代ごとに多数存在し、子供のイノベイドの場合は家族全員がイノベイドで構成される。子供の場合は成長による変化が著しいため、早くて5年、長くとも10年で帰還することになる。
イノベイドの肉体はヒトの遺伝子から合成された60兆を超える疑似細胞とナノマシンを1粒1粒ブロックを詰むように組み立てて構成されるため、人体として組み上がった時点で設定年齢の姿である。その肉体に、ヴェーダ内で造られた人格と記憶がインストールされる。いくつかの遺伝子データからタイプ別に分けられており、上記のように同じ容姿を持つ者が多数存在している。『2nd』最終話ラストの群集シーンでは、本編に登場したイノベイドの面影を持つキャラクターが何人か登場している。
イノベイドの肉体を構成する合成細胞は自力での新陳代謝が行えないため、細胞を完全に再構成するナノマシンが組み込まれており、その副次的効果で肉体的に「老化（成長）」しないという特徴を持つ。このナノマシンは通常は機能を制限された状態で活動しているが、特殊な起動コマンドを入力することで再生能力の大幅な上昇が行える。タイプやその中での使途ごとに個体の能力に差異はあるが、本来イノベイドの能力はリミッターで制限されていて、必要に応じて解除される。老化しないという特性上、「不慮の死の経験」は貴重な情報として死亡寸前に人格データがヴェーダにバックアップされる。『2nd』において新しい肉体で蘇ったリボンズ、のちにリボンズからヴェーダを奪還し掌握・同化したティエリアはヴェーダの中に人格データが自己を保ったまま入ることができたが、これはいわばヴェーダのホスト権を持つものだけにできることであり、誰しもがそのようにしてヴェーダに入れるわけではなく、精神データを新たな肉体に移すなどして生き延びることができるわけでもない。ヴェーダもしくはヴェーダを掌握する者の判断で新しい肉体を得て蘇ることが可能であるとされ、『劇場版』ではティエリアが新しい肉体で登場している。
イノベイター
「純粋種」とも呼ばれ、将来的に現れるであろうことをイオリアが予見していた、進化した人類を指す。『2nd』では、リボンズが率いる一部のイノベイドが自分達のことを「イノベイター」と称していた。
超兵やイノベイドを凌駕する強力な脳量子波や驚異的な空間認識能力等を持ち、細胞の活性化によって常人の倍近い寿命を持つために老化速度も遅く、50年なら25歳年を取る。
『2nd』の終盤で刹那が人類で初めてイノベイターに覚醒。刹那はツインドライヴシステムの放つGN粒子の影響を受けて、『劇場版』に登場するデカルトはダブルオーライザーの「トランザムバースト」の影響で覚醒を果たした。『劇場版』では世界各地でこのイノベイターとして覚醒する可能性のある人々が増大しており、連邦政府もインフラ整備に奔走。連邦軍では後に現れるであろう彼ら純粋種の驚異的な能力を軍事利用すべくデカルトを実験材料として、イノベイター専用機の開発をしていた。
ELS襲来以降にはイノベイターとして覚醒する人間が次々と現れていったが、やはり旧人類との能力差によって溝ができてしまい、さらに偶然にもELSが現れたタイミングと時を同じくして覚醒者が増大したことや、ELSとの共生に成功したハイブリッド・イノベイターが誕生したために「ELS感染者」という差別思想が生まれ、人類が統合するために起きた最後の戦争の火種ともなった。『劇場版』エピローグで描かれた西暦2364年には人類の4割ほどがイノベイターとして覚醒しており、人類はさまざまな問題をクリアしていると語られている。

ハイブリッド・イノベイター
イノベイターとなりうる因子を持っていたことでELSの浸食を受けた者達のなかで、ELSの膨大な情報を受け流すことで死を免れ、刹那が行った相互理解により共生することができた者たち。浸食された部位はELSによって元の姿や服装なども再現可能で、イノベイターとして覚醒しているだけでなく老化の速度がさらにゆるやかになっている。

ヴェーダ
CBの計画の根幹をなす演算処理システム。CBはこのシステムが推奨するプランを参考にミッションを遂行している。
内部に蓄積されているデータには情報の重要性に基づいた7段階のレベル分けがなされており、ガンダムマイスターやオリジナルの太陽炉のデータ、ナドレのトライアルシステムの制御機能など、計画の遂行に大きく影響する情報はレベル7とされている。この中でもオリジナルの太陽炉の開発データは秘匿領域であり、リボンズも知ることができない。
領域毎に厳しいアクセス制限が設けられており、プトレマイオスチームの実質的リーダーであるスメラギはレベル4、監視者達はレベル3、レベル7にアクセスするにはヴェーダの許可が必要であるなど立場によって閲覧できる情報領域が設定されている。
『1st』終盤でアレハンドロとリボンズによってレベル7まで掌握されてしまうが、その際にイオリアの残したシステムトラップにより、ガンダムマイスターの情報とオリジナルの太陽炉の所在がヴェーダ側からはアクセスできない状態にされた。そのため、ヴェーダと連動している連邦のコンピュータネットワークではガンダムマイスターはあらゆる個人情報を抹消された、「存在しない人間」として扱われている。
通常ヴェーダへの特殊なアクセスを許可されている人物は、計画遂行のために生み出されたイノベイドだけである。中でもリボンズはホスト権にあたる掌握権を持っており、『2nd』の終盤でティエリアがこれを奪還しヴェーダと同化を果たした。
当初、その本体であるメインターミナルは月の裏側に設置されていたが、リボンズによる掌握後計画と並行して建造されていたソレスタルビーイング号内の予備ターミナルに、内部データを移設された。
放棄されたメインターミナルはフォン・スパークがエウクレイデス内に回収。再起動に成功したものの、蓄積データは失われていたが、以後のヴェーダに挙げられる情報は同様にアップされている。
ヴェーダを奪還した際にティエリアがヴェーダの最深部にある秘匿領域にアクセスが可能になり、そこに隠されていたオリジナルの太陽炉の全データをプトレマイオスチームに餞別として送ったことから、『劇場版』では2年の歳月で2基の新型太陽炉が誕生した。
『劇場版』では計画の第二段階として人類への協力を開始、あえてソレスタルビーイング号と共に連邦政府及び連邦軍の共同管理下に置かれている。基本的にはCBの所有となっているが連邦側にも協力している。CBの動向は浅い眠りについていたティエリアによってシャットアウトされており、連邦には知られていない。終盤ではティエリアを介して刹那とリンクし、ELSから彼に送られてくる膨大な情報を制御し、人類とELSの対話を成功に導いた。
前述の通り、ソレスタルビーイングの創設に世界の有力者が関わっていたことから、「00」の世界に存在するあらゆるコンピュータ機器にはヴェーダの端末が入っており、監視下に置かれている。また、ヴェーダは分散型ネットワークであるため、月や宇宙船ソレスタルビーイング号にあるコンピュータが破壊されたとしても、別のホストコンピュータにメインを移すことができる。
軌道エレベーター
地球の赤道上に建設された超巨大建造物。全高5万kmにも達する人類史上最大の構造物である。高度3万5千km付近に設置された太陽光発電衛星からの電力を地上に送る目的で建設されたもので、化石燃料に代わるエネルギー源となっている。エレベーター本体は地上から伸びているが、地上の土台だけでは巨大な質量を支えられないため、高度1万km付近と3万5千km付近にオービタルリングを設置して安定させているほか、先端にカウンターウェイトの役割を果たすバラスト衛星が取り付けられている。エレベーター内部には電力を送るチューブのほかに、宇宙空間に設置されたステーションと地上を往復するリニアトレインが存在する。観光スポットとしても人気が高く、連日、多くの観光客が地上とステーションを往復している。防護システムとしてデブリの侵入を防ぐ電磁ネットや、デブリが衝突した時の衝撃を吸収するショックアブソーバーがステーションに設置されている。ユニオンの「タワー」、AEUの「ラ・トゥール」、人革連の「天柱」の全部で3基が存在し、それぞれを三大国が管理しているが、『1st』の時点では「ラ・トゥール」のみ未完成であった。『2nd』以降は全て連邦の管理下に置かれ、「ラ・トゥール」は「アフリカタワー」の名称で完成する。何重もの防御措置が取られているものの、その大きさから防衛は困難を極め、構造上の観点からも「ひどく脆い」建造物である。人類共通の財産なので、軌道エレベーター及びオービタルリングへの攻撃は国際条約で厳重に禁止されているが、『2nd』でアロウズは条約を無視してメメントモリ2号基で「アフリカタワー」を攻撃し、「ブレイク・ピラー」事件を引き起こした。また、内部にはCBの秘密工場が極秘裏に設置され、MSの開発と製造を行っている。
タワー
ユニオンが南アメリカ・アマゾン川上流地域に建造した軌道エレベーター。三大勢力では最も早く完成している。
天柱（てんちゅう）
人革連がソロモン諸島北方海上に建造した軌道エレベーター。低軌道ステーションには人革連軍特務部隊「頂部」が駐屯している。『1st』開始時で建造から10年を迎え、第1話では記念式典が執り行われていた。
ラ・トゥール
AEUがアフリカ・ヴィクトリア湖西方に建造していた軌道エレベーター。三大国家群の中では最も建造が遅れており、『1st』開始時ではエネルギー供給は開始されているものの、リニアトレインなどの周辺施設はまだ完成しておらず、本格稼働には至っていないが、『2nd』では「アフリカタワー」の名称で完成している。アロウズによる「ブレイク・ピラー」事件にて甚大な被害を受けるが、事件から4か月後には連邦加盟国の技術支援により送電が再開されている。
スペースコロニー
宇宙空間に建造される宇宙都市。今作では開発途上の技術で、登場するのは小型のバナール球型のみである。軌道エレベーター同様、国際条約で戦闘が禁止されているが、人革連はこの条約を逆手に取ってラグランジュ4のコロニー「全球」に超兵の研究施設を設置していたが、『1st』にてキュリオスの介入を受け施設は破壊された。また、建設途中で放棄されたコロニーも存在する。『2nd』では、沙慈が働いていたコロニー「プラウド」や、留美と紅龍が逃げ込み、付近で刹那とブシドーの戦闘が行われたコロニー「エクリプス」などが登場し、領土問題のあるアザディスタンの住民をコロニーに移住させるという計画が立ち上がった。『劇場版』では、コロニー公社により開発が進められているが、裏で不正行為が働かれているなどの黒い噂もあり、マリナら中東使節団が視察を行っていた。
太陽光紛争
『00』シリーズの背景設定等に存在。外伝作品では「太陽光発電紛争」とも呼称される。それまでエネルギー資源の中心だった石油が大幅な減少を見せ始めた事から、かつてイオリア・シュヘンベルグが提唱した軌道エレベーターと太陽光発電システムに着目。これらは1国で費用を捻出できるものではなかったことからAEU、ユニオン、人類革新連盟といった国家群が成立していったものの、これにかつての産油国等が懐疑的な反応を示し、さらには一部の勢力が反発したことや、石油の輸出規制から太陽光紛争が勃発した。
一方で、『1st』当時の書籍類によっては世界のエネルギー危機や、それを端を発する三大勢力の成立等はソレスタルビーイングの情報操作による誘導が行われており(ただし、これらは監視者等一部の人間しか知らなかった)、また、核技術は紛争時に発生した中東の核関連施設による放射能漏れから排除の動きとなった、これにもソレスタルビーイング関与の可能性が存在し、ヴェーダは小国までも核技術が拡散して核戦争や人類滅亡に発展する事を回避していたとされている。また、『1st』の時代ではエネルギー危機の後は3大国の代理戦争へと突入したため、ヴェーダはソレスタルビーイングの存在を明らかにし、各国へ武力介入。最終的には国連軍を経て世界統一へと至っている。

## スタッフ
- 企画 - サンライズ
- 原作 - 矢立肇、富野由悠季
- シリーズ構成 - 黒田洋介
- キャラクターデザイン - 高河ゆん、 千葉道徳
- メカニックデザイン - 海老川兼武、柳瀬敬之、寺岡賢司、福地仁、鷲尾直広[注 23]、中谷誠一、大河原邦男
- 美術デザイン - 須江信人（KUSANAGI）
- 美術監督 - 佐藤豪志[注 24]、若松栄司[注 25]（KUSANAGI）
- 色彩設計 - 手嶋明美
- SF考証 - 千葉智宏、寺岡賢司
- 音響監督 - 三間雅文
- 音響効果 - 倉橋静男（サウンドボックス）
- 撮影監督 - 葛山剛士
- 編集 - 野尻由紀子
- 音楽 - 川井憲次
- 音楽プロデューサー - 野崎圭一（JVCエンタテインメント[注 26] / フライングドッグ[注 27]）、篠原廣人（ソニー・ミュージックエンタテインメント）、眞野昇（サンライズ音楽出版）
- 制作協力 - 創通、ADK
- エグゼクティブプロデューサー - 竹田靑滋（毎日放送）、宮河恭夫（サンライズ）
- プロデューサー - 丸山博雄（毎日放送）、池谷浩臣（サンライズ）
- 監督 - 水島精二
- 製作 - 毎日放送、サンライズ

## 主題歌

### オープニングテーマ
「DAYBREAK'S BELL」
歌 - L'Arc〜en〜Ciel
『1st』#01 - 13のオープニングテーマ。#25および『2nd』#25ではエンディングテーマとして、『スペシャルエディションI』と『同III』では挿入歌としても使用された。
「Ash Like Snow」
歌 - the brilliant green
『1st』#14 - 25のオープニングテーマ。
「儚くも永久のカナシ」
歌 - UVERworld
『2nd』#02 - 13のオープニングテーマ。#01ではエンディングテーマとして、『スペシャルエディションII』と『同III』では挿入歌としても使用された。#09以降は映像に若干の変更が加えられている。
「泪のムコウ」
歌 - ステレオポニー
『2nd』#14 - 25のオープニングテーマ。

### エンディングテーマ
「罠」
歌 - THE BACK HORN
『1st』#01 - 13のエンディングテーマ。『スペシャルエディションI』と『同II』では挿入歌としても使用された。
「フレンズ」
歌 - ステファニー
『1st』#14 - 24のエンディングテーマ。『スペシャルエディションIII』では挿入歌としても使用された。
「Prototype」
歌 - 石川智晶
『2nd』#02 - 13のエンディングテーマ。『スペシャルエディションI』と『同III』では挿入歌としても使用された。
「trust you」
歌 - 伊藤由奈
『2nd』#15 - 24のエンディングテーマ。#20と『スペシャルエディションII』では挿入歌としても使用された。
「i〔ai〕」
作詞 - 東美加 / 作曲 - 熊本哲也 / 編曲 - 西田マサラ / 歌 - Mille Face
『スペシャルエディションI』のエンディングテーマ。
「Core」
作詞 - 東美加 / 作曲 - 熊本哲也 / 編曲 - 西田マサラ / 歌 - Mille Face
『スペシャルエディションII』のエンディングテーマ。
「Refrain」
作詞 - 東美加 / 作曲 - 熊本哲也 / 編曲 - 西田マサラ / 歌 - Mille Face
『スペシャルエディションIII』のエンディングテーマ。

### 挿入歌
「LOVE TODAY」
作詞 - 菜穂 / 作曲 - 菜穂、佑次 / 編曲・歌 - Taja
『1st』の挿入歌（#19、#24）。
「Unlimited Sky」
作詞・歌 - Tommy heavenly6 / 作曲・編曲 - Chiffon Brownie
『2nd』の挿入歌（#07、#18、#22、#25）。
「TOMORROW」
作詞 - 黒田洋介、ああ / 作曲 - 浅見昂生、川井憲次 / 編曲 - 西田マサラ / 歌 - マリナ・イスマイールと子ども達
『2nd』#14ではエンディングテーマとして使用された。

## 各話リスト
脚本は全話黒田洋介。
| ファーストシーズン | ファーストシーズン | ファーストシーズン   | ファーストシーズン                        | ファーストシーズン | ファーストシーズン | ファーストシーズン            |
| 話数               | 放送日             | サブタイトル         | 絵コンテ                                  | 演出               | 作画監督           | メカ作画監督                  |
| ------------------ | ------------------ | -------------------- | ----------------------------------------- | ------------------ | ------------------ | ----------------------------- |
| #01                | 2007年 10月6日     | ソレスタルビーイング | 大塚健 水島精二                           | 北村真咲           | 千葉道徳           | 中谷誠一                      |
| #02                | 10月13日           | ガンダムマイスター   | 寺岡巌                                    | ヤマトナオミチ     | 高村和宏           | 有澤寛                        |
| #03                | 10月20日           | 変わる世界           | 大原実 ミズシマセイヂ                     | 吉村章             | 大貫健一           | 西井正典                      |
| #04                | 10月27日           | 対外折衝             | 松尾衡                                    | うえだしげる       | しんぼたくろう     | 高瀬健一                      |
| #05                | 11月3日            | 限界離脱領域         | 榎本明広                                  | 榎本明広           | 森下博光           | 松田寛                        |
| #06                | 11月10日           | セブンソード         | 北村真咲                                  | 北村真咲           | 松川哲也           | 佐村義一 有澤寛               |
| #07                | 11月17日           | 報われぬ魂           | 寺岡巌                                    | ヤマトナオミチ     | 千葉道徳           | 大塚健                        |
| #08                | 11月24日           | 無差別報復           | 木村真一郎                                | 吉村章             | 大貫健一           | 西井正典                      |
| #09                | 12月1日            | 大国の威信           | うえだしげる                              | うえだしげる       | しんぼたくろう     | 高瀬健一                      |
| #10                | 12月8日            | ガンダム鹵獲作戦     | 榎本明広                                  | 榎本明広           | 森下博光           | 松田寛                        |
| #11                | 12月15日           | アレルヤ             | 北村真咲                                  | 北村真咲           | 今泉良一           | 佐村義一                      |
| #12                | 12月22日           | 教義の果てに         | 角田一樹                                  | 角田一樹           | 松川哲也           | 有澤寛                        |
| #13                | 2008年 1月5日      | 聖者の帰還           | 長崎健司                                  | 長崎健司           | 大貫健一           | 西井正典                      |
| #14                | 1月12日            | 決意の朝             | ヤマトナオミチ ミズシマセイヂ             | ヤマトナオミチ     | しんぼたくろう     | 高瀬健一                      |
| #15                | 1月19日            | 折れた翼             | 西本由紀夫                                | うえだしげる       | 森下博光           | 大塚健                        |
| #16                | 1月26日            | トリニティ           | 北村真咲                                  | 北村真咲           | 今泉良一           | 松田寛                        |
| #17                | 2月2日             | スローネ強襲         | 榎本明広                                  | 榎本明広           | 松川哲也           | 有澤寛                        |
| #18                | 2月9日             | 悪意の矛先           | 長崎健司                                  | 長崎健司           | 大貫健一           | 西井正典                      |
| #19                | 2月16日            | 絆                   | 木村真一郎 水島精二                       | うえだしげる       | しんぼたくろう     | 高瀬健一                      |
| #20                | 2月23日            | 変革の刃             | 角田一樹                                  | 角田一樹           | 森下博光           | 佐村義一                      |
| #21                | 3月1日             | 滅びの道             | ヤマトナオミチ 角田一樹 ミズシマセイヂ    | ヤマトナオミチ     | 今泉良一           | 松田寛                        |
| #22                | 3月8日             | トランザム           | 北村真咲                                  | 北村真咲           | 松川哲也           | 有澤寛                        |
| #23                | 3月15日            | 世界を止めて         | 長崎健司                                  | 長崎健司           | 大貫健一           | 西井正典                      |
| #24                | 3月22日            | 終わりなき詩         | 榎本明広 ミズシマセイヂ 長崎健司 北村真咲 | うえだしげる       | しんぼたくろう     | 高瀬健一                      |
| #25                | 3月29日            | 刹那                 | 寺岡巌 角田一樹 水島精二                  | 水島精二           | 千葉道徳           | 中谷誠一 大塚健 松田寛 有澤寛 |
| セカンドシーズン   |                    |                      |                                           |                    |                    |                               |
| 話数               | 放送日             | サブタイトル         | 絵コンテ                                  | 演出               | 作画監督           | メカ作画監督                  |
| #01                | 2008年 10月5日     | 天使再臨             | 水島精二 角田一樹                         | 角田一樹           | 千葉道徳           | 中谷誠一 阿部邦博             |
| #02                | 10月12日           | ツインドライヴ       | 北村真咲                                  | 北村真咲           | 今泉良一           | 有澤寛                        |
| #03                | 10月19日           | アレルヤ奪還作戦     | 長崎健司                                  | 長崎健司           | 大貫健一           | 西井正典                      |
| #04                | 10月26日           | 戦う理由             | 寺岡巌                                    | 宅野誠起           | しんぼたくろう     | 高瀬健一                      |
| #05                | 11月2日            | 故国燃ゆ             | うえだしげる                              | うえだしげる       | 森下博光           | 松田寛                        |
| #06                | 11月9日            | 傷痕                 | 北村真咲                                  | 名取孝浩           | 松川哲也           | 阿部邦博                      |
| #07                | 11月16日           | 再会と離別と         | 角田一樹                                  | 角田一樹 水島精二  | 千葉道徳           | 大塚健                        |
| #08                | 11月23日           | 無垢なる歪み         | 長崎健司                                  | 高橋正典           | 大貫健一           | 西井正典                      |
| #09                | 11月30日           | 拭えぬ過去           | 寺岡巌                                    | 宅野誠起           | しんぼたくろう     | 高瀬健一                      |
| #10                | 12月7日            | 天の光               | うえだしげる                              | うえだしげる       | 森下博光           | 松田寛                        |
| #11                | 12月14日           | ダブルオーの声       | 北村真咲                                  | 北村真咲           | 松川哲也           | 中谷誠一 阿部邦博             |
| #12                | 12月21日           | 宇宙で待ってる       | 長崎健司                                  | 長崎健司           | 池田佳代           | 有澤寛                        |
| #13                | 12月28日           | メメントモリ攻略戦   | 寺岡巌                                    | 高橋正典           | しんぼたくろう     | 高瀬健一                      |
| #14                | 2009年 1月11日     | 歌が聴こえる         | 宅野誠起                                  | 宅野誠起           | 大貫健一           | 西井正典                      |
| #15                | 1月18日            | 反抗の凱歌           | うえだしげる                              | うえだしげる       | 森下博光           | 松田寛                        |
| #16                | 1月25日            | 悲劇への序章         | 寺岡巌                                    | 北村真咲           | 松川哲也           | 阿部邦博                      |
| #17                | 2月1日             | 散りゆく光の中で     | 長崎健司                                  | 長崎健司           | 池田佳代           | 中谷誠一 有澤寬               |
| #18                | 2月8日             | 交錯する想い         | 角田一樹 水島精二                         | 角田一樹           | しんぼたくろう     | 高瀬健一                      |
| #19                | 2月15日            | イノベイターの影     | 北村真咲                                  | 宅野誠起           | 大貫健一           | 西井正典                      |
| #20                | 2月22日            | アニュー・リターン   | 寺岡巌                                    | 綿田慎也           | 森下博光           | 大塚健                        |
| #21                | 3月1日             | 革新の扉             | うえだしげる                              | うえだしげる       | 松川哲也           | 阿部邦博                      |
| #22                | 3月8日             | 未来のために         | 寺岡巌 角田一樹 水島精二                  | 名取孝浩           | 池田佳代           | 松田寛                        |
| #23                | 3月15日            | 命の華               | 北村真咲                                  | 宅野誠起           | しんぼたくろう     | 高瀬健一                      |
| #24                | 3月22日            | BEYOND               | 長崎健司                                  | 長崎健司           | 大貫健一           | 西井正典 有澤寛               |
| #25                | 3月29日            | 再生                 | 寺岡巌 角田一樹 水島精二                  | 角田一樹 水島精二  | 千葉道徳 森下博光  | 中谷誠一 大塚健               |

## 映像特典
『機動戦士ガンダム00 CBきゃら』
『1st』DVD&Blu-ray第7巻および『2nd』DVD&Blu-ray第7巻収録の、映像特典フラッシュアニメ風SDアニメ。劇場予告編では本編では実現しなかったスミルノフ親子の和解やクロスロード姉弟の再会といったIF展開も描かれた。
- サブタイトル
  - 第二期予告
    - 脚本 - 黒田洋介、作画監督 - 高橋勇治、絵コンテ・演出・監督 - 角田一樹

  - 劇場予告編
    - 作画監督・原画 - 高橋勇治、シナリオ・絵コンテ・演出・監督 - 角田一樹

### Blu-ray / DVD
- 『1st』のDVDは2008年1月25日 - 7月25日発売。BDは2008年8月22日 - 2009年1月23日発売。全7巻。本作よりVHSビデオでのソフト販売が廃止された。
- 『2nd』のDVD・BDは2009年2月20日 - 8月25日発売。全7巻。
- 『劇場版』の公開を記念し『1st』と『2nd』合わせて50話を収録したDVD「機動戦士ガンダム00 MEMORIAL BOX」が2010年8月27日に発売。

| 巻数 | 発売日         | 収録話          | 映像特典                                                                                            | 規格品番  | 規格品番  |
| 巻数 | 発売日         | 収録話          | 映像特典                                                                                            | DVD       | BD        |
| ---- | -------------- | --------------- | --------------------------------------------------------------------------------------------------- | --------- | --------- |
| 1    | 2008年1月25日  | 第01話 - 第02話 | 次巻予告PV「戦術予報」                                                                              | BCBA-3207 | N/A       |
| 1    | 2008年8月22日  | 第01話 - 第02話 | 次巻予告PV「戦術予報」                                                                              | N/A       | BCXA-0033 |
| 2    | 2008年2月22日  | 第03話 - 第06話 | 次巻予告PV「戦術予報」                                                                              | BCBA-3208 | N/A       |
| 2    | 2008年8月22日  | 第03話 - 第06話 | 次巻予告PV「戦術予報」                                                                              | N/A       | BCXA-0034 |
| 3    | 2008年3月25日  | 第07話 - 第10話 | 次巻予告PV「戦術予報」                                                                              | BCBA-3209 | N/A       |
| 3    | 2008年9月26日  | 第07話 - 第10話 | 次巻予告PV「戦術予報」                                                                              | N/A       | BCXA-0035 |
| 4    | 2008年4月25日  | 第11話 - 第14話 | ・次巻予告PV「戦術予報」 ・ノンテロップOP&ED(第1期&第2期)                                           | BCBA-3210 | N/A       |
| 4    | 2008年10月24日 | 第11話 - 第14話 | 次回予告PV「戦術予報」                                                                              | N/A       | BCXA-0036 |
| 5    | 2008年5月23日  | 第15話 - 第18話 | ・次巻予告PV「戦術予報」 ・PV「MISSION」0 - 2                                                       | BCBA-3211 | N/A       |
| 5    | 2008年11月21日 | 第15話 - 第18話 | ・次巻予告PV「戦術予報」 ・PV「MISSION」0 - 2                                                       | N/A       | BCXA-0037 |
| 6    | 2008年6月25日  | 第19話 - 第22話 | ・次巻予告PV「戦術予報」 ・PV「MISSION」3 - 4                                                       | BCBA-3212 | N/A       |
| 6    | 2008年12月19日 | 第19話 - 第22話 | ・次巻予告PV「戦術予報」 ・PV「MISSION」3 - 4                                                       | N/A       | BCXA-0038 |
| 7    | 2008年7月25日  | 第23話 - 第25話 | ・CBきゃら「第二期予告」 ・PROLOGUE TO SECOND SEASON ・第1話先行試写会レポート ・デジタルギャラリー | BCBA-3213 | N/A       |
| 7    | 2009年1月3日   | 第23話 - 第25話 | ・CBきゃら「第二期予告」 ・PROLOGUE TO SECOND SEASON ・第1話先行試写会レポート ・デジタルギャラリー | N/A       | BCXA-0039 |

| 巻数 | 発売日        | 収録話          | 映像特典                                                                   | 規格品番  | 規格品番  |
| 巻数 | 発売日        | 収録話          | 映像特典                                                                   | DVD       | BD        |
| ---- | ------------- | --------------- | -------------------------------------------------------------------------- | --------- | --------- |
| 1    | 2009年2月20日 | 第01話 - 第02話 | ・特番「天使たちの軌跡」 ・第1期ノンテロップOP&ED ・次巻予告PV「戦術予報」 | BCBA-3433 | BCXA-0129 |
| 2    | 2009年3月27日 | 第03話 - 第06話 | 次巻予告PV「戦術予報」                                                     | BCBA-3434 | BCXA-0130 |
| 3    | 2009年4月24日 | 第07話 - 第10話 | 次巻予告PV「戦術予報」                                                     | BCBA-3435 | BCXA-0131 |
| 4    | 2009年5月26日 | 第11話 - 第14話 | 次巻予告PV「戦術予報」                                                     | BCBA-3436 | BCXA-0132 |
| 5    | 2009年6月26日 | 第15話 - 第18話 | ・第2期ノンテロップOP&ED ・次巻予告PV「戦術予報」                          | BCBA-3437 | BCXA-0133 |
| 6    | 2009年7月24日 | 第19話 - 第22話 | 次巻予告PV「戦術予報」                                                     | BCBA-3438 | BCXA-0134 |
| 7    | 2009年8月25日 | 第23話 - 第25話 | ・機動戦士ガンダム00 CBきゃら ・PV「MISSION」5 - 6 ・デジタルギャラリー    | BCBA-3439 | BCXA-0135 |

## 放送局
| 放送対象地域       | 放送局                                 | 放送期間                      | 放送時間                  | 系列               | 備考               |
| ファーストシーズン | ファーストシーズン                     | ファーストシーズン            | ファーストシーズン        | ファーストシーズン | ファーストシーズン |
| ------------------ | -------------------------------------- | ----------------------------- | ------------------------- | ------------------ | ------------------ |
| 日本国内           | MBS【制作局】・TBS系列 （下記2局除く） | 2007年10月6日 - 2008年3月29日 | 土曜 18:00 - 18:30        | TBS系列            | 同時ネット         |
| 静岡県             | 静岡放送                               | 2007年10月13日 - 2008年4月4日 | 土曜 17:30 - 18:00        | TBS系列            | 遅れネット         |
| 広島県             | 中国放送                               | 2007年10月13日 - 2008年4月4日 | 土曜 17:30 - 18:00        | TBS系列            | 遅れネット         |
| 日本全域           | GYAO!                                  | 2007年10月13日 - 2008年4月4日 | 土曜 19:00 更新           | ネット配信         |                    |
| 日本全域           | BS-i                                   | 2008年4月6日 - 9月28日        | 日曜 11:30 - 12:00        | TBS系列 BS放送     | 遅れネット         |
| 日本全域           | キッズステーション                     | 2008年4月11日 - 9月26日       | 金曜 23:30 - 24:00        | CS放送             |                    |
| 日本全域           | TBSチャンネル                          | 2008年11月3日 - 12月8日       | 月曜 - 金曜 18:30 - 19:00 | CS放送             | リピート放送あり   |
| 東京都             | TOKYO MX                               | 2010年12月7日 - 2011年5月31日 | 火曜 22:29 - 23:00        | 独立局             | 遅れネット         |
| 日本全域           | BS11                                   | 2018年2月3日 - 2018年7月21日  | 土曜 19:00 - 19:30        | BS放送             | 遅れネット         |
| セカンドシーズン   |                                        |                               |                           |                    |                    |
| 日本国内           | MBS【制作局】・TBS系列                 | 2008年10月5日 - 2009年3月29日 | 日曜 17:00 - 17:30        | TBS系列            | 同時ネット         |
| 日本全域           | GYAO!                                  | 2008年10月12日 - 2009年4月5日 | 日曜 12:00 更新           | ネット配信         |                    |
| 日本全域           | BS-TBS                                 | 2009年4月5日 - 9月27日        | 日曜 11:30 - 12:00        | TBS系列 BS放送     | 遅れネット         |
| 日本全域           | キッズステーション                     | 2009年6月12日 - 9月4日        | 金曜 23:00 - 24:00        | CS放送             | 2話連続放送        |
| 東京都             | TOKYO MX                               | 2011年6月7日 - 11月22日       | 火曜 22:29 - 23:00        | 独立局             | 遅れネット         |
| 日本全域           | TBSチャンネル                          | 2012年3月21日 - 3月29日       | 火曜 - 木曜 25:00 - 28:00 | CS放送             | 一挙放送           |
| 日本全域           | BS11                                   | 2018年7月28日 - 2019年1月12日 | 土曜 19:00 - 19:30        | BS放送             | 遅れネット         |

ファーストシーズン
初回放送開始の前週に当たる2007年9月29日の17時30分 - 18時00分には、放送開始記念特別番組『機動戦士ガンダム00披露宴』がMBS・TBS系列にて放送された（SBS、RCCでは1週間遅れ）。また、放送日前日に当たる10月5日の24時25分 - 25時20分には、これに未公開のトークや映像を加えた『機動戦士ガンダム00披露宴 完全版』がMBSでのみ放送された。

本作は、キッズステーションでも放送された。アニマックスではガンダムシリーズが毎月1作は必ず放送され、土6作品は全ての作品を再放送しているが、今作のみ放送されていなかった（しかし、土6作品の『ガンダムSEED』と『ガンダムSEED DESTINY』はキッズステーションが先に放送していた）。
セカンドシーズン
遅れネット局がないため、全国で同時放送となった。これはTXNでの放送だった『SDガンダムフォース』を除けば初であった。
TBS再放送では第17話より予告が省かれている。TOKYO MXではファーストシーズン終了の翌週より放送。そのため、初めて1年間通しての放送となった。

## スペシャルエディション
テレビシリーズを総集編として再編集した作品。新作カットの追加やアフレコも新たに行っている。
機動戦士ガンダム00 スペシャルエディションI ソレスタルビーイング
2009年10月27日発売。『1st』全25話を再編集したもので収録時間は90分。
『劇場版』公開前に作品のイントロダクションが追加された上で、TBS・CBC・MBSで初放送された。
機動戦士ガンダム00 スペシャルエディションII エンド・オブ・ワールド
2009年12月22日発売。『2nd』の第1話から第13話までを再編集したもの。
機動戦士ガンダム00 スペシャルエディションIII リターン・ザ・ワールド
2010年2月23日発売。『2nd』の第14話から第25話までを再編集したもの。
|              | 監督     | 総監督   | 構成              | 絵コンテ        | 演出     | 作画監督                      | 作画監督        |
| キャラクター | 監督     | 総監督   | 構成              | 絵コンテ        | 演出     | メカニック                    |                 |
| ------------ | -------- | -------- | ----------------- | --------------- | -------- | ----------------------------- | --------------- |
| I            | 長崎健司 | 水島精二 | 黒田洋介 長崎健司 | 寺岡巌 長崎健司 | 名取孝浩 | 森下博光                      | 西井正典        |
| II           | 角田一樹 | 水島精二 | 黒田洋介 角田一樹 | 寺岡巌 角田一樹 | 角田一樹 | 池田佳代                      | 西井正典 有澤寬 |
| III          | 長崎健司 | 水島精二 | 黒田洋介 長崎健司 | 長崎健司 寺岡巌 | 長崎健司 | 森下博光 千葉道徳（作画監修） | 西井正典        |

## 映画
劇場版 機動戦士ガンダム00 -A wakening of the Trailblazer-
テレビシリーズ『2nd』の最終話のその後を描く劇場用アニメ作品。

## Revealed Chronicle
『機動戦士ガンダム00 Revealed Chronicle』
2022年4月4日よりYouTube『BANDAI SPIRITS / バンダイスピリッツ』で配信されたWeb短編。ガンダムダブルドライブ技術のミッシングリンクとなるガンダムデヴァイズエクシアについてのエピソード。MSはCG、キャラは高河ゆんによるイラストとなっている。
スタッフ
- 企画 - サンライズ
- 原作 - 矢立肇、富野由悠季
- 企画監修 - 水島精二
- シナリオ監修 - 黒田洋介
- SF監修 - 千葉智宏
- 音響監修 - 三間雅文
- イラスト - 高河ゆん
- メカニックデザイン - 海老川兼武、柳瀬敬之
- 企画協力 - BANDAI SPIRITS コレクター事業部
- ナレーション - 古谷徹

| エピソード        | メカニック                                    | 配信日         |
| ----------------- | --------------------------------------------- | -------------- |
| EPISODE DEVISE    | ガンダムデヴァイズエクシア ガンダムデュナメス | 2022年 4月4日  |
| EPISODE GN ARMS   | GNアームズ TYPE-E ガンダムアストレアII        | 11月18日       |
| EPISODE ASTRAEAII | ガンダムアストレアII                          | 2023年 5月26日 |

## 公式外伝
テレビアニメ版と並行し、雑誌媒体において本伝の一部として位置づけられる「公式外伝」と銘打った連載が展開され、アニメ版より前世代のガンダムマイスターや、フェレシュテなるCBのサポート組織の活躍といった、本編では描かれなかった物語が漫画、小説、ジオラマなどの形で展開された。
- 『機動戦士ガンダム00P』 - 電撃ホビーマガジン連載。
- 『機動戦士ガンダム00F』 - ガンダムエース連載。
- 『機動戦士ガンダム00V』 - 月刊ホビージャパン連載。
- 『機動戦士ガンダム00V戦記』 - 月刊ホビージャパン連載。
- 『機動戦士ガンダム00I』 - ガンダムエース連載。
- 『機動戦士ガンダム00I 2314』 - ガンダムエース連載。
- 『機動戦士ガンダム00N』 - 電撃ホビーマガジン連載。

## その他関連メディア

### 漫画
『マガジンイーノ』・『ケロケロエース』・『ガンダムエース』の3誌で連載。
田口央斗版（月刊マガジンZ→マガジンGREAT→マガジンイーノ）
2007年11月号プレ連載、12月号より本格連載。
- ファーストシーズン
  1. ISBN 978-4-06-349331-3
  2. ISBN 978-4-06-349357-3
  3. ISBN 978-4-06-349377-1
  4. ISBN 978-4-06-349387-0

- セカンドシーズン
  1. ISBN 978-4-06-375684-5
  2. ISBN 978-4-06-375718-7
  3. ISBN 978-4-06-375831-3
  4. ISBN 978-4-06-375901-3

大森倖三版（ケロケロエース）
- ファーストシーズン
  1. ISBN 978-4-04-715041-6
  2. ISBN 978-4-04-715087-4
  3. ISBN 978-4-04-715141-3

- セカンドシーズン
  1. ISBN 978-4-04-715185-7
  2. ISBN 978-4-04-715240-3
  3. ISBN 978-4-04-715282-3
  4. ISBN 978-4-04-715335-6

しぐま太朗版（ガンダムエース）
蒼い記憶は2008年8月号から12月号まで連載、蒼い絆は2009年2月号から6月号まで連載。
- 蒼い記憶 ISBN 978-4-04-715194-9
- 蒼い絆 ISBN 978-4-04-715266-3

高河ゆん版（月刊ニュータイプ）読み切り作品集
- 機動戦士ガンダム00 in those days ISBN 978-4-04-715500-8
  - wanderer. 2008年11月号掲載
  - I'm home. 2009年3月号掲載
  - 主をほめたたえよ-アレルヤ- 2009年4月号掲載
  - The beginning man. 『機動戦士ガンダム00 高河ゆん Dear Meisters COMIC&ARTS』掲載
  - 空と大地のまじわるところ 2010年7月号掲載
  - The second birthday 2010年8月号掲載

### 小説
角川スニーカー文庫から発売。著者は木村暢。イラストは米山浩平、柳瀬敬之、羽音たらく、鷲尾直広（2巻のみ）。「完全小説化」と銘打った、テレビアニメ版のノベライズ作品。
1. 機動戦士ガンダム00 (1) ソレスタルビーイング 2008年4月1日初版発行 ISBN 978-4-04-473601-9
2. 機動戦士ガンダム00 (2) ガンダム鹵獲作戦 2008年8月1日初版発行 ISBN 978-4-04-473602-6
3. 機動戦士ガンダム00 (3) フォーリンエンジェルス 2008年11月1日初版発行 ISBN 978-4-04-473603-3
4. 機動戦士ガンダム00セカンドシーズン (1) 天使再臨 2009年3月1日初版発行 ISBN 978-4-04-473604-0
5. 機動戦士ガンダム00セカンドシーズン (2) 無垢なる歪み 2009年5月1日初版発行 ISBN 978-4-04-473605-7
6. 機動戦士ガンダム00セカンドシーズン (3) 散りゆく光の中で 2009年8月1日初版発行 ISBN 978-4-04-473606-4
7. 機動戦士ガンダム00セカンドシーズン (4) アニュー・リターン 2009年11月1日初版発行 ISBN 978-4-04-473607-1
8. 機動戦士ガンダム00セカンドシーズン (5) 再生 2010年3月1日初版発行 ISBN 978-4-04-473608-8

### ゲーム
テレビゲーム作品については、すべてバンダイナムコゲームス（バンダイレーベル）後のバンダイナムコエンターテインメントより発売。
機動戦士ガンダム00
ニンテンドーDS用ソフト。2008年3月27日発売。
『1st』の合同演習までのストーリーとオリジナルシナリオを収録。ニンテンドーDS用ソフトながら、360度フリー空間の3Dアクションゲームを実現しており、簡易操作で爽快な空中戦を行うことができる。ゲームは会話パートの後にミッションを選択。4機のガンダムから操作する機体を選択してミッションに赴く。三大勢力には勢力ゲージが存在し、ミッションをクリアすることで該当する勢力のゲージが減少する。期限内に三大勢力の勢力ゲージを一定値まで減少させるのが目的となる。会話パートはCBのメンバー同士が会話をする。基本的に世界情勢に関する話だが、稀に雑談もある。ミッションの成否で内容が変化することもある。
第3世代の4機のガンダムに加え、ガンダムエクシアのロールアウトカラー（アニメ中では刹那の回想の中で登場）とナドレ（武装はGNキャノンとGNビームサーベルのみ）が、グッドクリア後出現する特殊模擬戦2をクリアすると手に入る隠し機体として使用可能。スローネは最後のミッションで監視者達がプトレマイオスチームに差し向けた刺客として登場している。なおホームページで公開されているムービーと製品版では、覚醒時の太陽炉の発光色（製品版では黄）やヴァーチェのチャージショット（GNバズーカ→GNキャノン）などの違いがある。また、本作には「GUNPLA NAVI」（バンダイホビー事業部監修、ホビージャパン製作）も収録されている。
機動戦士ガンダム00 ガンダムマイスターズ
PlayStation 2用ソフト。2008年10月16日発売。
メインの「ミッションモード」は『1st』のストーリーに沿った内容であり、4人のマイスター全員のシナリオが用意されている。いずれも原作と同じミッションを行う他、原作を補完する公式書き下ろしストーリーが用意されている。
この内容は『2nd』の制作作業と平行して水島精二監督のもと脚本家の黒田洋介によって描かれた「ゲーム媒体において唯一の公式正史補完」であると水島監督によって言及されている。作中内に登場する新作ムービーも同様にアニメ本編スタッフの手によるものであり2008年8月に開催されたイベント内では「『1st』と『2nd』の4年間を埋める補完内容」の一部としてマイスター4人の生アフレコを加えて公開された。これらの映像はのちに発売された『2nd』のDVD・BDの1巻に特典映像として収録されている。
多数の敵を倒して上位ランキングを目指す「マイスターモード」では、「ミッションモード」で使用する4機のガンダムの他、スローネやCBと敵対した機体を使用することができる。
隠し機体として、『2nd』からダブルオー（パイロットは『2nd』時の刹那）とアヘッド（パイロットはブシドー）が参戦する。ブシドーは「仮面の男」という表記になっており、使用するアヘッドもサキガケではなく通常型となっている（武装はサキガケのビームサーベルとショートビームサーベルだけであり、射撃武装を一切持たない。メインカメラの色がオレンジではなく赤という違いもある）。また、GNフラッグの武装にGNビームライフルが追加されている。

#### クロスオーバー作品
ガンダムウォー
トレーディングカードゲーム。『1st』放映に先駆けて本作品からも登場する。
機動戦士ガンダム ガンダムVS.ガンダム
対戦アクションゲーム。エクシアが隠し機体として登場。ゲームシステムの一環としてデュナメス・キュリオス・ヴァーチェも2008年8月の隠し要素開放でCPU戦の追加ルートで敵機として登場。その後最後の隠し要素として同月末の『キャラホビ C3×HOBBY』での先行開放を経て、9月1日に正式に自機としての使用が可能となった。トランザムシステムは搭載されていない。後に放送中に発売されたPSP版も同様。
機動戦士ガンダム ガンダムVS.ガンダムNEXT
2009年3月稼働のアーケードゲーム（対戦アクションゲーム）。『1st』からエクシアとヴァーチェが登場（ゲームシステムの一環としてデュナメス・キュリオスも続投）。対戦ステージとして「軌道エレベーター ラ・トゥール」、戦闘中のBGMとして「Ash Like Snow」が収録。エクシアにはトランザムシステムが装備され、ヴァーチェは外装をパージしてナドレになれる。
機動戦士ガンダム ガンダムVS.ガンダムNEXT PLUS
2009年12月3日発売のPlayStation Portable用ゲームで上記の移植版。上記の2体に加え、『2nd』からダブルオーライザーとリボーンズガンダム（ゲームシステムの一環としてセラヴィーガンダムとガデッサも登場）が、家庭用オリジナルの「NEXT-PLUS」モードでフラッグなどの機体がスポット登場する。リボーンズガンダムはガンダムゲーム初登場。
SDガンダム GGENERATION WARS
2009年8月6日発売のPlayStation 2・Wii用ゲーム。ゲーム中のシナリオとして『1st』のシナリオが収録されており、体型こそSDガンダムではあるが、『1st』の大半の機体と『2nd』からエクシアリペア（II含む）・ダブルオー・ダブルオーライザー・0ガンダム（実戦配備型）が登場する。また、オリジナル機体として0ガンダムに酷似した「0ガンダム（ゼロガンダム）」がラストボスとして出現する。
機動戦士ガンダム エクストリームバーサス
2010年9月28日から稼働のアーケードゲーム。『2nd』からダブルオー・ケルディムガンダム・スサノオ、CPU戦のボス機体としてレグナントが登場（ダブルオーとケルディムの武装の一環としてアリオスガンダム、セラヴィーも登場）。また、2010年12月21日に行われたアップデートで『1st』からエクシアが登場、2011年7月20日に行われたアップデートで『劇場版』よりクアンタが登場（武装の一環としてガンダムサバーニャとガンダムハルートも登場）。さらに、2011年11月29日に行われたアップデートで、同『劇場版』からラファエルガンダムが登場（セラヴィーガンダムIIが分離で登場）。スサノオとレグナントはガンダムゲーム初登場。対戦ステージとして「アフリカタワー」（「ブレイク・ピラー」事件で崩壊するときのもの）と「REBIRTH」（『2nd』後期エンディングをイメージしたもの）、戦闘中のBGMとして「儚くも永久のカナシ」「Scramble」が収録。今回はダブルオーライザーは制限時間付きのパワーアップ形態という扱いで、ケルディムはGNHW/R形態での登場。また、エクシアはGNアームズが武装の1つとして登場する。
ガンダム無双3
2010年12月16日発売のPS3・Xbox 360用ゲーム。『2nd』からダブルオーライザーとリボーンズガンダムが登場。2011年1月から2月までに順次開始された追加データの有料ダウンロード配信で、スサノオ・ケルディム・アリオス・セラヴィーが追加された。
Another Century's Episode Portable
2011年1月13日発売のPlayStation Portable用ゲーム。Another Century's Episodeシリーズの一作。『1st』からエクシア、『2nd』からダブルオーライザー、エクシアリペアII、0ガンダム（実戦配備型）が登場する。
SDガンダム GGENERATION WORLD
2011年2月24日発売のPlayStation Portable・Wii用ゲーム。『WARS』に収録されていなかった『2nd』のシナリオや機体が追加されたほか、『劇場版』からもダブルオークアンタと『劇場版』時の刹那が登場する。
第2次スーパーロボット大戦Z
PlayStation Portable用ゲーム。スーパーロボット大戦シリーズの一作で『スーパーロボット大戦Z』の続編。2部構成となっており、2011年4月14日に前編の『破界篇』が発売、2012年4月5日に後編の『再世篇』が発売。『ガンダム00』がスパロボ初参戦となる。『破界篇』には『1st』、『再世篇』には『1st』に加え『2nd』が参戦する。なお、『破界篇』では『機動戦士ガンダム00 1st Season』としてシーズン表記を含む名義で登場する（『再世篇』ではシーズン表記が外れている）。
ガンダムメモリーズ 〜戦いの記憶〜
2011年6月23日発売のPlayStation Portable用ゲーム。『劇場版』のミッションが収録され、クアンタ以外の機体やELS及び、『00V』からアヴァランチエクシアが登場する。
SDガンダム GGENERATION 3D
2011年12月22日発売のニンテンドー3DS用ゲーム。『WORLD』に収録されていなかったクアンタ以外の3機のガンダム及びELSが登場する。
機動戦士ガンダム エクストリームバーサス フルブースト
2012年4月5日稼働のアーケードゲーム。前作からアップデートでリボーンズガンダムとアリオスガンダムが新たに参戦（武装の一環としてガガやGNアーチャーも登場）するほか、2014年1月30日に発売されたPS3版ではダウンロードコンテンツにてGN-XIII（アロウズ仕様）が使用可能となる。
SDガンダム GGENERATION OVER WORLD
2012年9月27日発売のPlayStation Portable用ゲーム。外伝作品『00P』、『00F』、『00V』がGジェネシリーズ初参戦となる。
ロストヒーローズ
2012年発売のニンテンドー3DS・PSP用ゲーム。ガンダムマイスターのガンダム他、敵MSが登場する。2015年2月5日には続編『ロストヒーローズ2』が発売された。
スーパーロボット大戦UX
2013年3月14日発売のニンテンドー3DS用ゲーム。『劇場版』がスーパーロボット大戦シリーズ初参戦となる。
スーパーロボット大戦Card Chronicle
2012年9月13日から2015年12月12日までMobageから配信されたソーシャルゲーム。配信当初からテレビシリーズが参戦しており、2013年9月1日に『劇場版』が追加参戦する。
機動戦士ガンダム エクストリームバーサス マキシブースト
2014年3月6日稼動のアーケードゲーム。『劇場版』からブレイヴ指揮官用試験機、『00V』からガンダムアヴァランチエクシアが新たに参戦するほか、アップデートで『00V戦記』からダブルオーガンダムセブンソード/Gとダブルオークアンタフルセイバーが登場している。
第3次スーパーロボット大戦Z
PlayStation 3 ・PlayStation Vita用ゲーム。『第2次スーパーロボット大戦Z』の続編。本作も2部構成で、2014年4月10日に前編の『時獄篇』が発売、2015年4月2日に後編の『天獄篇』が発売。『スーパーロボット大戦Z』シリーズの完結編であり、『劇場版』が参戦する。『時獄篇』では、ELS襲来を含む原作の再現はされず、ほぼ機体のみの参戦となる（ダブルオークアンタは登場するが、まだ未完成という設定）。原作再現は後編の『天獄篇』で行われる。
スーパーロボット大戦BX
2015年8月20日発売のニンテンドー3DS用ゲーム。『劇場版』が参戦する。
スーパーロボット大戦X-Ω
2015年10月5日配信のiOS・Android用ゲーム。配信当初からテレビシリーズが参戦しており、2017年2月15日に『劇場版』が追加参戦する。
スーパーロボット大戦V
2017年2月23日発売のPlayStation 4・PlayStation Vita用ゲーム。『劇場版』が参戦する。
SDガンダム GGENERATION CROSSRAYS
2019年11月28日発売のPlayStation 4およびNintendo Switch用ゲーム。『00P SE』、『00N』、『ガンダム00 Festival 10 "Re:vision"』を除き、外伝作品を含めた全てが参戦する。

### ドラマCD
企画制作はサンライズ。販売はJVCエンタテインメント。
機動戦士ガンダム00 アナザーストーリー MISSION-2306
2008年7月23日発売。『1st』と同じ世界を舞台としているが、作風はアニメと打って変わり非常にバラエティー色が強いコメディー作品となっている。声優コメントではキャストの多くが、そのあまりの差に困惑している様子が収録されている。エクストラドラマ『ハレルヤの日』も収録されている。

アナザーストーリー MISSION-2306
西暦2307年。ガンダムマイスター達に、潜入任務がヴェーダにより課せられる。目的はある事情により犯罪組織に身柄を狙われるルイスの護衛。刹那は学生達に溶け込むために21世紀初頭の軽い若者を装って潜入するも、護衛対象に警戒されたうえ担任のグラハムに一目惚れされてしまい、任務は難航。女学生に扮したティエリアや催眠術で喧嘩番長となったアレルヤが増援に駆けつけるも任務は失敗し、ルイスは犯罪組織に誘拐されてしまう。マイスター達はグラハムに犯罪組織との結託を疑うが、怪しく見えた彼は軍の上級大尉だった。謎の変態グラハムとマイスター達の喜劇が描かれる。
ハレルヤの日
年に一度ハレルヤがアレルヤの人格をシャットダウンして好き勝手羽を伸ばす「ハレルヤの日」にハレルヤが暴走し、持ち前の性技を用いてスメラギやヴェーダを籠絡。メンバーの反発を押しのけ、独自作戦を遂行してしまう。

機動戦士ガンダム00 アナザーストーリー ROAD TO 2307
2008年9月24日発売。刹那がプトレマイオスチームへ合流した直後を描いたエピソード『天使降臨』と、フラッグのテストパイロット時代のグラハムのエピソード『ユニオンフラッグ』の2つが収録されている。
天使降臨
武力介入を開始する2年前。刹那はプトレマイオスチームへ合流し、メンバー達はその若さに驚いていた。一方、ティエリアはヴェーダに情報のなかった刹那の存在に疑問を抱き、その実力を見極めるために模擬戦を行うことになる。
ユニオンフラッグ
若いながらも優秀なパイロットとして、フラッグのテストパイロットとなったグラハム。その対抗機体のテストパイロットは、かつての上官だった。グラハムが「上官殺し」と呼ばれる経緯が描かれている。

機動戦士ガンダム00 アナザーストーリー COOPERATION-2312
2009年6月10日発売。アレルヤが救出された直後を描いたエピソード。4人のマイスターがようやく揃ったものの、アレルヤは脳量子波を、ティエリアはヴェーダへのアクセス権をそれぞれ失い、マイスターになったばかりの2代目ロックオンことライルは素人同然。イアンは彼らのチームワークを高めるため、仮想シミュレーターを使った訓練を提案する。4人はミレイナの描いた「皆で協力し、刑事に扮して殺人事件を解決する」シナリオに沿って奔走するが、捜査は難航していた。そんな中、特別捜査官としてブシ仮面と名乗る人物がやってくる。
『MISSION-2306』の流れを汲むコメディー作品であり、一部にBLの要素まで含まれている。
機動戦士ガンダム00 アナザーストーリー 4MONTH FOR 2312
2009年7月8日発売。ブレイク・ピラー事件後の4か月の間に起きた出来事を描いたエピソード。ブレイク・ピラー事件以降、ガンダムマイスター達の間にぎこちない空気が漂っていた。刹那とティエリアはヴェーダ本体の所在が掴めぬことに悩み、マリーはセルゲイが息子のアンドレイに殺されたショックによってピーリスと人格が入れ替わり、食事もろくに取らず部屋に何日も閉じこもったまま。そしてアレルヤも、そんな彼女を気遣って心を痛める日々が続いていた。スメラギはクルーの士気を上げるため、ささやかなパーティを企画する。そんな折、誰も身内がいないと思われていたスメラギに親戚がいることが判明。スメラギは有視界通信で全軍に呼びかけたために素性が割れている可能性が高く、それゆえに彼女の親戚がアロウズによって捕らえられる恐れが出てきた。ライルの協力の下、刹那とティエリアはスメラギの親戚を保護するため、小型艇でヨーロッパへと向かう。

### 連載企画
G-ROOMS
水島精二が毎回様々なメカデザイナーと、モビルスーツについて語り合う対談企画。「YOMBAN」にて2009年10月から2010年9月にかけて連載された。2010年10月に「YOMBAN」が「Webコミックゲッキン」へとリニューアルされた後は、『劇場版 機動戦士ガンダム00 -A wakening of the Trailblazer-』公式サイトのコンテンツとして再掲された。また、2011年6月に刊行された『機動戦士ガンダム00N integrated G-ROOMS』に、『00N』同様に再構成された版とともに連載版が全編掲載されている。

### その他書籍
- 機動戦士ガンダム00 メカニック-1st ISBN 978-4-575-46442-9
- 機動戦士ガンダム00 メカニック-2nd ISBN 978-4-575-46448-1
- 機動戦士ガンダム00 メカニック-Final ISBN 978-4-575-46457-3

### 舞台
2019年2月にファーストシーズンが舞台『機動戦士ガンダム00 -破壊による再生-Re:Build』というタイトルで上演された。演出・脚本は松崎史也。2019年7月26日にDVD&Blu-ray発売。2019年7月31日YouTubeで第1幕期間限定配信。
2020年7月にセカンドシーズンとして舞台『機動戦士ガンダム00 -破壊による覚醒-Re:(in)nobvation』が上映予定だったが新型コロナウィルス感染症流行の影響で2022年に延期となり、その延期公演の際にも2月5日に初日開幕の予定が2日後の7日からに変更された。。

#### 日程（舞台）
ファーストシーズン
- 2019年2月15日 - 18日、日本青年館ホール
- 2019年2月23日 - 24日、森ノ宮ピロティホール

セカンドシーズン
- 2022年2月7日 - 14日、新国立劇場 中劇場

#### キャスト（舞台）
特筆がなければ、ファーストシーズンとセカンドシーズンでの共通のキャスト。
- 刹那・F・セイエイ - 橋本祥平
- ロックオン・ストラトス（ニール・ディランディ） - 伊万里有
- アレルヤ・ハプティズム - 鮎川太陽（ファーストシーズン） / 小坂涼太郎（セカンドシーズン）
- ティエリア・アーデ - 永田聖一朗
- グラハム・エーカー - 前山剛久（ファーストシーズンのみ）
- ビリー・カタギリ - 一内侑
- スメラギ・李・ノリエガ - 立道梨緒奈
- フェルト・グレイス - 松村芽久未
- ラッセ・アイオン - 澤田拓郎
- リヒテンダール・ツエーリ - 阿瀬川健太（ファーストシーズンのみ）
- クリスティナ・シエラ - 小林未往
- セルゲイ・スミルノフ - 加藤靖久
- ソーマ・ピーリス - 希代彩
- カティ・マネキン - 平湯樹里
- パトリック・コーラサワー - 瀬戸祐介
- アリー・アル・サーシェス - 窪寺昭（ファーストシーズンのみ）
- リボンズ・アルマーク - 赤澤燈
- ヨハン・トリニティ - 坂垣怜次（ファーストシーズンのみ）
- ミハエル・トリニティ - 船木政秀（ファーストシーズンのみ）
- ネーナ・トリニティ - 伊藤優衣
- 沙慈・クロスロード - 前川優希（セカンドシーズンのみ）
- ルイス・ハレヴィ - 本西彩希帆（セカンドシーズンのみ）
- ミスター・ブシドー - 佐々木喜英（セカンドシーズンのみ）
- アンドレイ・スミルノフ - 石井由多加（セカンドシーズンのみ）
- リジェネ・レジェッタ - 田口涼（セカンドシーズンのみ）
- リヴァイヴ・リバイバル - 北村健人（セカンドシーズンのみ）
- ヒリング・ケア - 花奈澪（セカンドシーズンのみ）
- イース・イースター - 深澤大河（セカンドシーズンのみ）
- アンサンブル（ファーストシーズン） - 正田尚大、田邊謙、小林賢祐、髙久健太、石井寛人、佐藤和斗、酒井昂迪、高橋凌、川島有之助、瑞野史人、天野アンドリュー真吾、若林佑太
- アンサンブル（セカンドシーズン） - 小林賢祐、高久健太、酒井昂迪、田邊謙、瑞野史人、浅倉祐太、伊藤智則、遠藤拓海、岡直樹、乙木勇人、柿原康希、末廣拓也、毛利光汰、山越大輔

#### スタッフ（舞台）
特筆がなければ、ファーストシーズンとセカンドシーズンでの共通のスタッフ。
- 原作 - 『機動戦士ガンダム00』（『機動戦士ガンダム』シリーズより）
- 脚本・演出 - 松崎史也
- 監修 - 水島精二
- 企画 - サンライズ
- 主催 - ガンダムライブエンタテインメント実行委員会
- 舞台美術 - 角田知穂
- 演出助手 - 丹治泰人（ファーストシーズンのみ）
- 技術監督 - 寅川英司
- 舞台監督 - 大友圭一郎
- 照明 - 大波多秀起（デイライト）
- 音響効果 - 天野高志（RESON）
- 映像 - 石田肇、横山翼（オーベロン）（ファーストシーズンのみ）
- 映像製作 - ヨーヨーミラクル（セカンドシーズンのみ）
- 映像送出 - 横山翼（オーベロン）（セカンドシーズンのみ）
- 大道具 - 俳優座劇場（ファーストシーズンのみ）
- 小道具 -  羽鳥健一
- 小道具協力 - OWNDAYS（セカンドシーズンのみ）
- 衣裳 - 八重樫伸登
- ヘアメイク - 小川万理子（raftel）、木村美和子（raftel）
- 美容協力 - クラッセ（セカンドシーズンのみ）
- 宣伝美術 - 岡垣史紗（Gene & Fred）（ファーストシーズン、セカンドシーズン共通）、Gene & Fred（セカンドシーズンのみ）
- 宣伝写真 - 上村可織（Un.inc）
- 制作 - Office ENDLESS、バンダイナムコライブクリエイティブ